# PlusLiga (2021/2022)
PlusLiga 2021/2022 – 86. edycja mistrzostw Polski, po raz 69. przeprowadzona w formule ligowej, a po raz 22. jako liga profesjonalna. Organizatorem rozgrywek była Polska Liga Siatkówki SA.

## Drużyny uczestniczące
| | PlusLiga 2021/2022                 |    |     |
| --- | ---------------------------------- | -- | --- |
| JAS | Jastrzębski Węgiel                 | 1  | LM  |
| KED | Grupa Azoty ZAKSA Kędzierzyn-Koźle | 2  | LM  |
| WAR | Projekt Warszawa                   | 3  | LM  |
| BEŁ | PGE Skra Bełchatów                 | 4  | CEV |
| RZE | Asseco Resovia Rzeszów             | 5  |     |
| GDA | Trefl Gdańsk                       | 6  |     |
| SUW | Ślepsk Malow Suwałki               | 7  |     |
| ZAW | Aluron CMC Warta Zawiercie         | 8  |     |
| KAT | GKS Katowice                       | 9  |     |
| OLS | Indykpol AZS Olsztyn               | 10 |     |
| LUB | Cuprum Lubin                       | 11 |     |
| RAD | Cerrad Enea Czarni Radom           | 12 |     |
| NYS | PSG Stal Nysa                      | 13 |     |
| | Awans z I ligi                     |    |     |
| LBN | LUK Lublin                         | 1  |     |
| Oznaczenia: - kolumna pierwsza – skróty nazw drużyn wpisane na mapie (jeśli ta została zamieszczona), - kolumna trzecia – miejsce zajęte przez daną drużynę w poprzednim sezonie. |                                    |    |     |

Uwaga: Do 22 stycznia 2022 roku PSG Stal Nysa występowała pod nazwą Stal Nysa.

## Hale sportowe
| Klub                               | Hala sportowa                                                | Miejscowość      | Liczba miejsc siedzących |
| ---------------------------------- | ------------------------------------------------------------ | ---------------- | ------------------------ |
| Aluron CMC Warta Zawiercie         | Hala OSiR II                                                 | Zawiercie        | 1500                     |
| Asseco Resovia Rzeszów             | Hala Podpromie                                               | Rzeszów          | 4304                     |
| Cerrad Enea Czarni Radom           | Hala MOSiR                                                   | Radom            | 1600                     |
| Cerrad Enea Czarni Radom           | HWS RCS (Hala widowiskowo-sportowa Radomskie Centrum Sportu) | Radom            | 3700                     |
| Cuprum Lubin                       | Hala widowiskowo-sportowa RCS                                | Lubin            | 3714                     |
| GKS Katowice                       | Ośrodek Sportowy „Szopienice”                                | Katowice         | 1534                     |
| GKS Katowice                       | Spodek                                                       | Katowice         | 11036                    |
| Grupa Azoty ZAKSA Kędzierzyn-Koźle | Hala Azoty                                                   | Kędzierzyn-Koźle | 3375                     |
| Indykpol AZS Olsztyn               | Hala Sportowo-Widowiskowa                                    | Iława            | 1250                     |
| Jastrzębski Węgiel                 | Hala widowiskowo-sportowa                                    | Jastrzębie-Zdrój | 3112                     |
| PGE Skra Bełchatów                 | Hala Energia                                                 | Bełchatów        | 2700                     |
| Projekt Warszawa                   | Hala Torwar                                                  | Warszawa         | 4824                     |
| Projekt Warszawa                   | Arena Ursynów                                                | Warszawa         | 1500                     |
| Projekt Warszawa                   | Hala Sportowa Koło                                           | Warszawa         | 500                      |
| PSG Stal Nysa                      | Hala Nysa                                                    | Nysa             | 2500                     |
| Ślepsk Malow Suwałki               | Suwałki Arena                                                | Suwałki          | 2165                     |
| Trefl Gdańsk                       | Ergo Arena                                                   | Gdańsk           | 11200                    |
| LUK Lublin                         | Hala Sportowo-Widowiskowa „Globus”                           | Lublin           | 4119                     |

## Trenerzy
| Klub                               | Pierwszy trener      | Narodowość | Drugi trener         | Narodowość |
| ---------------------------------- | -------------------- | ---------- | -------------------- | ---------- |
| Aluron CMC Warta Zawiercie         | Igor Kolaković       | Czarnogóra | Srdjan Popović       | Czarnogóra |
| Asseco Resovia Rzeszów             | Marcelo Méndez       | Argentyna  | Alfredo Martilotti   | Włochy     |
| Cerrad Enea Czarni Radom           | Jakub Bednaruk       | Polska     | Krzysztof Michalski  | Polska     |
| Cuprum Lubin                       | Paweł Rusek          | Polska     | Tomasz Kowalski      | Polska     |
| GKS Katowice                       | Grzegorz Słaby       | Polska     | Damian Musiak        | Polska     |
| Grupa Azoty ZAKSA Kędzierzyn-Koźle | Gheorghe Crețu       | Rumunia    | Michał Chadała       | Polska     |
| Indykpol AZS Olsztyn               | Javier Weber         | Argentyna  | Marcin Mierzejewski  | Polska     |
| Jastrzębski Węgiel                 | Nicola Giolito       | Włochy     | Leszek Dejewski      | Polska     |
| LUK Lublin                         | Dariusz Daszkiewicz  | Polska     | Maciej Kołodziejczyk | Polska     |
| PGE Skra Bełchatów                 | Radosław Kolanek     | Polska     | Slobodan Prakljacić  | Serbia     |
| Projekt Warszawa                   | Andrea Anastasi      | Włochy     | Karol Rędzioch       | Polska     |
| PSG Stal Nysa                      | Daniel Pliński       | Polska     |                      |            |
| Ślepsk Malow Suwałki               | Dominik Kwapisiewicz | Polska     | Mateusz Kuśmierz     | Polska     |
| Trefl Gdańsk                       | Michał Winiarski     | Polska     | Roberto Rotari       | Włochy     |

### Zmiany trenerów
| Klub                               | Były trener                | Narodowość | Data odejścia | Powód                                                                             | Nowy trener                | Narodowość | Data przyjścia |        |
| ---------------------------------- | -------------------------- | ---------- | ------------- | --------------------------------------------------------------------------------- | -------------------------- | ---------- | -------------- | ------ |
| Przed sezonem                      |                            |            |               |                                                                                   |                            |            |                |        |
| Cerrad Enea Czarni Radom           | Dmitry Skoryj              | Rosja      | 01.06.2021    | koniec kontraktu                                                                  | Jakub Bednaruk             | Polska     | 02.06.2021     | [ 4 ]  |
| Cuprum Lubin                       | Marcelo Fronckowiak        | Brazylia   | 16.05.2021    | koniec kontraktu                                                                  | Paweł Rusek                | Polska     | 19.05.2021     | [ 5 ]  |
| Grupa Azoty ZAKSA Kędzierzyn-Koźle | Nikola Grbić               | Serbia     | 17.05.2021    | rozwiązanie kontraktu za porozumieniem stron                                      | Gheorghe Crețu             | Rumunia    | 06.07.2021     | [ 6 ]  |
| Indykpol AZS Olsztyn               | Daniel Castellani          | Argentyna  | 05.2021       | rozwiązanie kontraktu za porozumieniem stron                                      | Marco Bonitta              | Włochy     | 27.05.2021     | [ 7 ]  |
| PGE Skra Bełchatów                 | Michał Mieszko Gogol       | Polska     | 08.08.2021    | koniec kontraktu                                                                  | Slobodan Kovač             | Serbia     | 09.08.2021     | [ 8 ]  |
| W trakcie sezonu                   |                            |            |               |                                                                                   |                            |            |                |        |
| Stal Nysa                          | Krzysztof Stelmach         | Polska     | 08.11.2021    | rezygnacja                                                                        | Daniel Pliński             | Polska     | 08.11.2021     | [ 9 ]  |
| Indykpol AZS Olsztyn               | Marco Bonitta              | Włochy     | 10.12.2021    | rozwiązanie kontraktu za porozumieniem stron                                      | Marcin Mierzejewski (p.o.) | Polska     | 10.12.2021     | [ 10 ] |
| Indykpol AZS Olsztyn               | Marcin Mierzejewski (p.o.) | Polska     | — (II trener) | zakończenie okresu przejściowego                                                  | Javier Weber               | Argentyna  | 18.12.2021     | [ 11 ] |
| Asseco Resovia Rzeszów             | Alberto Giuliani           | Włochy     | 28.12.2021    | niesatysfakcjonujący poziom gry zespołu oraz brak oczekiwanych wyników sportowych | Marcelo Méndez             | Argentyna  | 28.12.2021     | [ 12 ] |
| Ślepsk Malow Suwałki               | Andrzej Kowal              | Polska     | 17.01.2022    | niesatysfakcjonujący poziom gry zespołu oraz brak oczekiwanych wyników sportowych | Dominik Kwapisiewicz       | Polska     | 17.01.2022     | [ 13 ] |
| Jastrzębski Węgiel                 | Andrea Gardini             | Włochy     | 14.04.2022    | niesatysfakcjonujący poziom gry zespołu oraz brak oczekiwanych wyników sportowych | Nicola Giolito             | Włochy     | 14.04.2022     | [ 14 ] |
| PGE Skra Bełchatów                 | Slobodan Kovač             | Serbia     | 28.04.2022    | niesatysfakcjonujący poziom gry zespołu oraz brak oczekiwanych wyników sportowych | Radosław Kolanek           | Polska     | 28.04.2022     | [ 15 ] |

## Faza zasadnicza

### Tabela wyników
| Gospodarz \ Gość1                  | JAS | KED | WAR | BEŁ | RZE | GDA | SUW | ZAW | KAT | OLS | LUB | RAD | NYS | LBN |
| ---------------------------------- | --- | --- | --- | --- | --- | --- | --- | --- | --- | --- | --- | --- | --- | --- |
| Jastrzębski Węgiel                 | -   | 0:3 | 3:1 | 3:1 | 3:1 | 3:0 | 3:0 | 2:3 | 3:2 | 3:1 | 3:1 | 3:0 | 3:0 | 3:0 |
| Grupa Azoty ZAKSA Kędzierzyn-Koźle | 3:0 | -   | 3:2 | 1:3 | 3:1 | 2:3 | 3:0 | 3:0 | 3:0 | 3:0 | 3:1 | 1:3 | 3:0 | 3:0 |
| Projekt Warszawa                   | 3:2 | 1:3 | -   | 0:3 | 1:3 | 3:0 | 3:1 | 3:1 | 0:3 | 3:2 | 3:1 | 2:3 | 2:3 | 3:1 |
| PGE Skra Bełchatów                 | 2:3 | 2:3 | 3:1 | -   | 3:2 | 3:2 | 3:0 | 3:2 | 3:1 | 3:2 | 3:1 | 3:2 | 3:2 | 2:3 |
| Asseco Resovia Rzeszów             | 0:3 | 2:3 | 3:0 | 2:3 | -   | 0:3 | 1:3 | 1:3 | 3:1 | 3:0 | 3:0 | 3:0 | 3:2 | 1:3 |
| Trefl Gdańsk                       | 2:3 | 0:3 | 3:0 | 0:3 | 3:2 | -   | 1:3 | 1:3 | 1:3 | 3:0 | 3:0 | 3:0 | 3:0 | 3:0 |
| Ślepsk Malow Suwałki               | 0:3 | 0:3 | 1:3 | 0:3 | 0:3 | 2:3 | -   | 0:3 | 2:3 | 0:3 | 3:1 | 1:3 | 2:3 | 3:0 |
| Aluron CMC Warta Zawiercie         | 1:3 | 0:3 | 3:1 | 3:2 | 1:3 | 3:0 | 3:1 | -   | 3:1 | 3:2 | 3:2 | 0:3 | 3:0 | 3:1 |
| GKS Katowice                       | 0:3 | 0:3 | 2:3 | 1:3 | 3:0 | 3:2 | 2:3 | 3:0 | -   | 0:3 | 3:2 | 3:1 | 3:1 | 3:1 |
| Indykpol AZS Olsztyn               | 0:3 | 0:3 | 3:0 | 1:3 | 0:3 | 3:1 | 3:2 | 3:0 | 3:2 | -   | 3:0 | 3:0 | 3:2 | 3:0 |
| Cuprum Lubin                       | 0:3 | 3:2 | 1:3 | 1:3 | 1:3 | 3:1 | 3:0 | 2:3 | 3:1 | 0:3 | -   | 2:3 | 3:0 | 3:2 |
| Cerrad Enea Czarni Radom           | 0:3 | 0:3 | 0:3 | 0:3 | 0:3 | 3:1 | 0:3 | 0:3 | 0:3 | 0:3 | 2:3 | -   | 3:1 | 1:3 |
| PSG Stal Nysa                      | 0:3 | 0:3 | 1:3 | 1:3 | 1:3 | 0:3 | 1:3 | 1:3 | 2:3 | 3:1 | 1:3 | 3:1 | -   | 3:0 |
| LUK Lublin                         | 1:3 | 1:3 | 3:0 | 0:3 | 1:3 | 1:3 | 3:1 | 1:3 | 3:0 | 2:3 | 3:2 | 3:1 | 0:3 | -   |

Źródło: PlusLiga (pol.)
1 Drużyna gospodarzy jest wymieniona po lewej stronie tabeli.
Kolory:
  zwycięstwo gospodarzy 3:0 lub 3:1
  zwycięstwo gospodarzy 3:2
  zwycięstwo gości 3:0 lub 3:1
  zwycięstwo gości 3:2

### Terminarz i wyniki
| Data            | Godz. | Gospodarz                          | Rezultat                                | Gość                               | Widzów | MVP                     |
| --------------- | ----- | ---------------------------------- | --------------------------------------- | ---------------------------------- | ------ | ----------------------- |
| 1. KOLEJKA      |       |                                    |                                         |                                    |        |                         |
| 01.10.2021      | 20:30 | LUK Lublin                         | 1:3 (15:25, 21:25, 25:21, 16:25)        | Jastrzębski Węgiel                 | 3482   | Tomasz Fornal           |
| 02.10.2021      | 14:45 | Indykpol AZS Olsztyn               | 0:3 (22:25, 18:25, 20:25)               | Asseco Resovia Rzeszów             | 1499   | Fabian Drzyzga          |
| 02.10.2021      | 17:30 | Stal Nysa                          | 0:3 (22:25, 21:25, 20:25)               | Grupa Azoty ZAKSA Kędzierzyn-Koźle | 1900   | Kamil Semeniuk          |
| 03.10.2021      | 14:45 | Aluron CMC Warta Zawiercie         | 3:1 (25:23, 23:25, 25:23, 25:21)        | Ślepsk Malow Suwałki               | 1500   | Uroš Kovačević          |
| 03.10.2021      | 17:30 | GKS Katowice                       | 3:2 (25:20, 25:20, 19:25, 21:25, 15:12) | Trefl Gdańsk                       | 496    | Micah Maʻa              |
| 03.10.2021      | 20:30 | Cerrad Enea Czarni Radom           | 0:3 (16:25, 17:25, 23:25)               | Projekt Warszawa                   | 1200   | Bartosz Kwolek          |
| 04.10.2021      | 20:30 | Cuprum Lubin                       | 1:3 (22:25, 19:25, 25:22, 25:27)        | PGE Skra Bełchatów                 | 786    | Dick Kooy               |
| 2. KOLEJKA      |       |                                    |                                         |                                    |        |                         |
| 08.10.2021      | 17:30 | Jastrzębski Węgiel                 | 3:0 (25:18, 25:20, 25:19)               | Stal Nysa                          | 1116   | Tomasz Fornal           |
| 08.10.2021      | 20:30 | Projekt Warszawa                   | 3:1 (18:25, 25:17, 25:17, 31:29)        | Cuprum Lubin                       | 1610   | Bartosz Kwolek          |
| 09.10.2021      | 14:45 | Cerrad Enea Czarni Radom           | 0:3 (20:25, 16:25, 17:25)               | Grupa Azoty ZAKSA Kędzierzyn-Koźle | 1200   | David Smith             |
| 09.10.2021      | 17:30 | GKS Katowice                       | 3:0 (25:22, 25:22, 25:23)               | Asseco Resovia Rzeszów             | 621    | Jakub Jarosz            |
| 09.10.2021      | 20:30 | Ślepsk Malow Suwałki               | 3:0 (25:19, 25:16, 25:22)               | LUK Lublin                         | 1100   | Bartłomiej Bołądź       |
| 10.10.2021      | 14:45 | Trefl Gdańsk                       | 1:3 (25:21, 18:25, 22:25, 22:25)        | Aluron CMC Warta Zawiercie         | 4250   | Uroš Kovačević          |
| 10.10.2021      | 17:30 | PGE Skra Bełchatów                 | 3:2 (25:16, 25:22, 23:25, 17:25, 15:10) | Indykpol AZS Olsztyn               | 1138   | Aleksandar Atanasijević |
| 3. KOLEJKA      |       |                                    |                                         |                                    |        |                         |
| 15.10.2021      | 20:30 | Projekt Warszawa                   | 3:2 (20:25, 25:21, 19:25, 32:30, 22:20) | Jastrzębski Węgiel                 | 3012   | Ángel Trinidad de Haro  |
| 16.10.2021      | 14:45 | Aluron CMC Warta Zawiercie         | 3:1 (21:25, 25:20, 25:19, 25:21)        | GKS Katowice                       | 1392   | Piotr Orczyk            |
| 16.10.2021      | 17:30 | Grupa Azoty ZAKSA Kędzierzyn-Koźle | 3:0 (25:22, 25:13, 25:19)               | LUK Lublin                         | 1500   | Norbert Huber           |
| 16.10.2021      | 20:30 | PGE Skra Bełchatów                 | 3:2 (25:17, 19:25, 25:23, 21:25, 20:18) | Stal Nysa                          | 598    | Mateusz Bieniek         |
| 17.10.2021      | 14:45 | Asseco Resovia Rzeszów             | 3:0 (25:23, 26:24, 25:14)               | Cerrad Enea Czarni Radom           | 2800   | Klemen Čebulj           |
| 17.10.2021      | 17:30 | Trefl Gdańsk                       | 3:0 (25:23, 25:15, 25:15)               | Cuprum Lubin                       | 3100   | Lukas Kampa             |
| 17.10.2021      | 20:30 | Ślepsk Malow Suwałki               | 0:3 (29:31, 21:25, 26:28)               | Indykpol AZS Olsztyn               | 1326   | Torey DeFalco           |
| 4. KOLEJKA      |       |                                    |                                         |                                    |        |                         |
| 22.10.2021      | 20:30 | LUK Lublin                         | 3:0 (25:19, 26:24, 25:22)               | GKS Katowice                       | 2173   | Bartosz Filipiak        |
| 23.10.2021      | 14:45 | Grupa Azoty ZAKSA Kędzierzyn-Koźle | 3:2 (25:27, 25:18, 14:25, 25:18, 15:9)  | Projekt Warszawa                   | 1450   | Łukasz Kaczmarek        |
| 23.10.2021      | 17:30 | Cerrad Enea Czarni Radom           | 3:1 (25:19, 20:25, 31:29, 26:24)        | Trefl Gdańsk                       | 1000   | Paweł Rusin             |
| 23.10.2021      | 20:30 | Stal Nysa                          | 1:3 (21:25, 25:17, 21:25, 18:25)        | Asseco Resovia Rzeszów             | 1878   | Klemen Čebulj           |
| 24.10.2021      | 14:45 | Jastrzębski Węgiel                 | 3:1 (25:18, 25:20, 17:25, 25:18)        | PGE Skra Bełchatów                 | 1500   | Benjamin Toniutti       |
| 24.10.2021      | 17:30 | Indykpol AZS Olsztyn               | 3:0 (25:18, 25:20, 25:23)               | Aluron CMC Warta Zawiercie         | 1250   | Karol Butryn            |
| 25.10.2021      | 20:30 | Cuprum Lubin                       | 3:0 (25:18, 25:22, 25:22)               | Ślepsk Malow Suwałki               | 345    | Masahiro Sekita         |
| 5. KOLEJKA      |       |                                    |                                         |                                    |        |                         |
| 28.10.2021      | 17:30 | Aluron CMC Warta Zawiercie         | 3:2 (25:20, 24:26, 17:25, 25:22, 15:11) | Cuprum Lubin                       | 1468   | Facundo Conte           |
| 29.10.2021      | 20:30 | Projekt Warszawa                   | 3:1 (29:31, 25:19, 25:22, 25:19)        | LUK Lublin                         | 1228   | Dušan Petković          |
| 30.10.2021      | 14:45 | PGE Skra Bełchatów                 | 2:3 (26:24, 29:27, 23:25, 19:25, 12:15) | Grupa Azoty ZAKSA Kędzierzyn-Koźle | 1362   | Łukasz Kaczmarek        |
| 30.10.2021      | 17:30 | Trefl Gdańsk                       | 3:0 (25:22, 25:19, 25:21)               | Stal Nysa                          | 1900   | Kewin Sasak             |
| 30.10.2021      | 20:30 | Ślepsk Malow Suwałki               | 1:3 (26:28, 25:23, 27:29, 23:25)        | Cerrad Enea Czarni Radom           | 1200   | Bartłomiej Lemański     |
| 31.10.2021      | 14:45 | Asseco Resovia Rzeszów             | 0:3 (23:25, 21:25, 18:25)               | Jastrzębski Węgiel                 | 3700   | Stéphen Boyer           |
| 31.10.2021      | 20:30 | GKS Katowice                       | 0:3 (16:25, 17:25, 20:25)               | Indykpol AZS Olsztyn               | 286    | Karol Butryn            |
| 6. KOLEJKA      |       |                                    |                                         |                                    |        |                         |
| 05.11.2021      | 20:30 | LUK Lublin                         | 2:3 (25:21, 20:25, 21:25, 25:20, 12:15) | Indykpol AZS Olsztyn               | 2088   | Torey Defalco           |
| 06.11.2021      | 14:45 | Grupa Azoty ZAKSA Kędzierzyn-Koźle | 3:1 (17:25, 25:15, 25:18, 25:19)        | Asseco Resovia Rzeszów             | 1900   | Marcin Janusz           |
| 06.11.2021      | 17:30 | Cuprum Lubin                       | 3:1 (25:27, 25:20, 25:19, 25:19)        | GKS Katowice                       | 878    | Wojciech Ferens         |
| 06.11.2021      | 20:30 | Cerrad Enea Czarni Radom           | 0:3 (21:25, 20:25, 19:25)               | Aluron CMC Warta Zawiercie         | 1100   | Facundo Conte           |
| 07.11.2021      | 14:45 | Projekt Warszawa                   | 0:3 (17:25, 21:25, 23:25)               | PGE Skra Bełchatów                 | 1730   | Dick Kooy               |
| 07.11.2021      | 17:30 | Jastrzębski Węgiel                 | 3:0 (25:14, 25:22, 25:22)               | Trefl Gdańsk                       | 1500   | Jurij Hładyr            |
| 07.11.2021      | 20:30 | Stal Nysa                          | 1:3 (22:25, 25:17, 15:25, 21:25)        | Ślepsk Malow Suwałki               | 1500   | Bartłomiej Bołądź       |
| 7. KOLEJKA      |       |                                    |                                         |                                    |        |                         |
| 12.11.2021      | 17:30 | GKS Katowice                       | 3:1 (25:17, 18:25, 29:27, 25:21)        | Cerrad Enea Czarni Radom           | 261    | Jakub Szymański         |
| 13.11.2021      | 14:45 | Asseco Resovia Rzeszów             | 3:0 (25:21, 26:24, 25:19)               | Projekt Warszawa                   | 2500   | Maciej Muzaj            |
| 13.11.2021      | 17:30 | PGE Skra Bełchatów                 | 2:3 (25:16, 26:24, 22:25, 18:25, 12:15) | LUK Lublin                         | 508    | Wojciech Włodarczyk     |
| 13.11.2021      | 20:30 | Aluron CMC Warta Zawiercie         | 3:0 (25:20, 25:22, 25:22)               | Stal Nysa                          | 1453   | Uroš Kovačević          |
| 14.11.2021      | 14:45 | Trefl Gdańsk                       | 0:3 (23:25, 20:25, 14:25)               | Grupa Azoty ZAKSA Kędzierzyn-Koźle | 6250   | Marcin Janusz           |
| 14.11.2021      | 17:30 | Ślepsk Malow Suwałki               | 0:3 (22:25, 20:25, 19:25)               | Jastrzębski Węgiel                 | 1650   | Trévor Clévenot         |
| 15.11.2021      | 17:30 | Indykpol AZS Olsztyn               | 3:0 (25:20, 25:21, 25:17)               | Cuprum Lubin                       | 1070   | Torey Defalco           |
| 8. KOLEJKA      |       |                                    |                                         |                                    |        |                         |
| 19.11.2021      | 20:30 | Stal Nysa                          | 2:3 (22:25, 21:25, 25:20, 25:17, 10:15) | GKS Katowice                       | 1250   | Jakub Jarosz            |
| 20.11.2021      | 14:45 | Jastrzębski Węgiel                 | 2:3 (18:25, 25:17, 25:27, 25:16, 13:15) | Aluron CMC Warta Zawiercie         | 1500   | Facundo Conte           |
| 20.11.2021      | 17:30 | Grupa Azoty ZAKSA Kędzierzyn-Koźle | 3:0 (25:17, 25:22, 25:18)               | Ślepsk Malow Suwałki               | 1050   | Łukasz Kaczmarek        |
| 20.11.2021      | 20:30 | Cerrad Enea Czarni Radom           | 0:3 (23:25, 23:25, 23:25)               | Indykpol AZS Olsztyn               | 700    | Karol Butryn            |
| 21.11.2021      | 14:45 | Projekt Warszawa                   | 3:0 (25:21, 25:20, 25:20)               | Trefl Gdańsk                       | 2089   | Igor Grobelny           |
| 21.11.2021      | 17:30 | LUK Lublin                         | 3:2 (19:25, 25:17, 25:17, 28:30, 19:17) | Cuprum Lubin                       | 2522   | Wojciech Włodarczyk     |
| 22.11.2021      | 20:30 | PGE Skra Bełchatów                 | 3:2 (22:25, 20:25, 25:17, 25:19, 15:13) | Asseco Resovia Rzeszów             | 783    | Aleksandar Atanasijević |
| 9. KOLEJKA      |       |                                    |                                         |                                    |        |                         |
| 26.11.2021      | 20:30 | Ślepsk Malow Suwałki               | 1:3 (18:25, 25:23, 22:25, 23:25)        | Projekt Warszawa                   | 980    | Bartosz Kwolek          |
| 27.11.2021      | 14:45 | Aluron CMC Warta Zawiercie         | 0:3 (36:38, 13:25, 14:25)               | Grupa Azoty ZAKSA Kędzierzyn-Koźle | 1500   | Łukasz Kaczmarek        |
| 27.11.2021      | 17:30 | GKS Katowice                       | 0:3 (17:25, 20:25, 21:25)               | Jastrzębski Węgiel                 | 753    | Jan Hadrava             |
| 27.11.2021      | 20:30 | Asseco Resovia Rzeszów             | 1:3 (21:25, 25:23, 22:25, 23:25)        | LUK Lublin                         | 1300   | Jakub Wachnik           |
| 28.11.2021      | 14:45 | Trefl Gdańsk                       | 0:3 (18:25, 13:25, 22:25)               | PGE Skra Bełchatów                 | 4800   | Grzegorz Łomacz         |
| 28.11.2021      | 17:30 | Indykpol AZS Olsztyn               | 3:2 (25:23, 20:25, 20:25, 25:13, 15:13) | Stal Nysa                          | 1050   | Torey Defalco           |
| 29.11.2021      | 20:30 | Cuprum Lubin                       | 2:3 (23:25, 25:19, 26:24, 23:25, 15:17) | Cerrad Enea Czarni Radom           | 312    | Rafał Faryna            |
| 10. KOLEJKA     |       |                                    |                                         |                                    |        |                         |
| 03.12.2021      | 17:30 | Grupa Azoty ZAKSA Kędzierzyn-Koźle | 3:0 (25:18, 25:23, 25:19)               | GKS Katowice                       | 550    | Aleksander Śliwka       |
| 04.12.2021      | 14:45 | Indykpol AZS Olsztyn               | 0:3 (21:25, 18:25, 20:25)               | Jastrzębski Węgiel                 | 1250   | Jan Hadrava             |
| 04.12.2021      | 17:30 | PGE Skra Bełchatów                 | 3:0 (25:22, 25:22, 25:22)               | Ślepsk Malow Suwałki               | 601    | Aleksandar Atanasijević |
| 05.12.2021      | 14:45 | Asseco Resovia Rzeszów             | 0:3 (21:25, 20:25, 21:25)               | Trefl Gdańsk                       | 1500   | Mateusz Mika            |
| 05.12.2021      | 17:30 | LUK Lublin                         | 3:1 (25:13, 22:25, 25:18, 25:14)        | Cerrad Enea Czarni Radom           | 2808   | Jan Nowakowski          |
| 05.12.2021      | 20:30 | Stal Nysa                          | 1:3 (23:25, 35:33, 17:25, 19:25)        | Cuprum Lubin                       | 1000   | Wojciech Ferens         |
| 06.12.2021      | 20:30 | Projekt Warszawa                   | 3:1 (31:33, 25:23, 25:19, 26:24)        | Aluron CMC Warta Zawiercie         | 1685   | Igor Grobelny           |
| 11. KOLEJKA     |       |                                    |                                         |                                    |        |                         |
| 10.12.2021      | 20:30 | Grupa Azoty ZAKSA Kędzierzyn-Koźle | 3:0 (25:23, 25:20, 25:16)               | Indykpol AZS Olsztyn               | 650    | Marcin Janusz           |
| 11.12.2021      | 14:45 | Cuprum Lubin                       | 0:3 (28:30, 18:25, 17:25)               | Jastrzębski Węgiel                 | 818    | Jakub Popiwczak         |
| 11.12.2021      | 20:30 | Cerrad Enea Czarni Radom           | 3:1 (25:18, 21:25, 25:23, 25:21)        | Stal Nysa                          | 800    | Mateusz Masłowski       |
| 12.12.2021      | 14:45 | GKS Katowice                       | 2:3 (25:21, 22:25, 25:20, 18:25, 9:15)  | Projekt Warszawa                   | 476    | Michał Superlak         |
| 12.12.2021      | 17:30 | Ślepsk Malow Suwałki               | 0:3 (21:25, 18:25, 22:25)               | Asseco Resovia Rzeszów             | 1200   | Klemen Čebulj           |
| 12.12.2021      | 20:30 | Trefl Gdańsk                       | 3:0 (25:20, 25:22, 25:16)               | LUK Lublin                         | 1550   | Mariusz Wlazły          |
| 13.12.2021      | 17:30 | Aluron CMC Warta Zawiercie         | 3:2 (25:21, 10:25, 25:18, 23:25, 26:24) | PGE Skra Bełchatów                 | 1463   | Dawid Konarski          |
| 12. KOLEJKA     |       |                                    |                                         |                                    |        |                         |
| 17.12.2021      | 20:30 | PGE Skra Bełchatów                 | 3:1 (25:22, 19:25, 25:20, 25:16)        | GKS Katowice                       | 440    | Mateusz Bieniek         |
| 18.12.2021      | 14:45 | Asseco Resovia Rzeszów             | 1:3 (15:25, 20:25, 25:18, 22:25)        | Aluron CMC Warta Zawiercie         | 1500   | Miguel Tavares          |
| 18.12.2021      | 20:30 | Jastrzębski Węgiel                 | 3:0 (25:18, 25:9, 25:22)                | Cerrad Enea Czarni Radom           | 715    | Tomasz Fornal           |
| 19.12.2021      | 14:45 | Projekt Warszawa                   | 3:2 (21:25, 25:14, 23:25, 25:14, 15:8)  | Indykpol AZS Olsztyn               | 986    | Bartosz Kwolek          |
| 19.12.2021      | 17:30 | Grupa Azoty ZAKSA Kędzierzyn-Koźle | 3:1 (25:23, 22:25, 25:18, 25:19)        | Cuprum Lubin                       | 850    | Kamil Semeniuk          |
| 19.12.2021      | 20:30 | Trefl Gdańsk                       | 1:3 (26:28, 19:25, 25:20, 25:27)        | Ślepsk Malow Suwałki               | 1640   | Paweł Halaba            |
| 20.12.2021      | 20:30 | LUK Lublin                         | 0:3 (30:32, 22:25, 22:25)               | Stal Nysa                          | 2033   | Wassim Ben Tara         |
| 13. KOLEJKA     |       |                                    |                                         |                                    |        |                         |
| 13.11.2021      | 17:30 | Grupa Azoty ZAKSA Kędzierzyn-Koźle | 3:0 (28:26, 25:22, 25:22)               | Jastrzębski Węgiel                 | 2100   | Norbert Huber           |
| 13.11.2021      | 20:30 | Stal Nysa                          | 1:3 (25:23, 23:25, 23:25, 19:25)        | Projekt Warszawa                   | 1500   | Andrzej Wrona           |
| 29.12.2021      | 17:30 | LUK Lublin                         | 1:3 (23:25, 22:25, 25:17, 21:25)        | Aluron CMC Warta Zawiercie         | 2096   | Facundo Conte           |
| 30.12.2021      | 17:30 | Cuprum Lubin                       | 1:3 (20:25, 25:23, 27:29, 23:25)        | Asseco Resovia Rzeszów             | 927    | Sam Deroo               |
| 30.12.2021      | 20:30 | Cerrad Enea Czarni Radom           | 0:3 (20:25, 19:25, 22:25)               | PGE Skra Bełchatów                 | 1500   | Mateusz Bieniek         |
| 25.02.2022      | 20:30 | GKS Katowice                       | 2:3 (18:25, 25:18, 20:25, 25:22, 16:18) | Ślepsk Malow Suwałki               | 315    | Bartłomiej Bołądź       |
| 16.03.2022      | 17:30 | Indykpol AZS Olsztyn               | 3:1 (23:25, 25:22, 25:22, 25:20)        | Trefl Gdańsk                       | 1200   | Torey Defalco           |
| Runda rewanżowa |       |                                    |                                         |                                    |        |                         |
| 14. KOLEJKA     |       |                                    |                                         |                                    |        |                         |
| 03.01.2022      | 17:30 | Projekt Warszawa                   | 2:3 (28:26, 25:19, 17:25, 24:26, 13:15) | Cerrad Enea Czarni Radom           | 628    | Paweł Rusin             |
| 03.01.2022      | 20:30 | Jastrzębski Węgiel                 | 3:0 (25:15, 25:21, 25:22)               | LUK Lublin                         | 783    | Jan Hadrava             |
| 04.01.2022      | 17:30 | PGE Skra Bełchatów                 | 3:1 (25:22, 23:25, 25:22, 25:20)        | Cuprum Lubin                       | 246    | Mateusz Bieniek         |
| 04.01.2022      | 20:30 | Grupa Azoty ZAKSA Kędzierzyn-Koźle | 3:0 (25:20, 25:15, 25:23)               | Stal Nysa                          | 950    | Aleksander Śliwka       |
| 05.01.2022      | 17:30 | Asseco Resovia Rzeszów             | 3:0 (31:29, 25:22, 25:14)               | Indykpol AZS Olsztyn               | 1500   | Paweł Zatorski          |
| 05.01.2022      | 20:30 | Trefl Gdańsk                       | 1:3 (23:25, 25:23, 13:25, 24:26)        | GKS Katowice                       | 2200   | Tomas Rousseaux         |
| 06.01.2022      | 17:30 | Ślepsk Malow Suwałki               | 0:3 (21:25, 23:25, 20:25)               | Aluron CMC Warta Zawiercie         | 1380   | Dawid Konarski          |
| 15. KOLEJKA     |       |                                    |                                         |                                    |        |                         |
| 08.01.2022      | 14:45 | Indykpol AZS Olsztyn               | 1:3 (23:25, 25:21, 26:28, 26:28)        | PGE Skra Bełchatów                 | 1200   | Milad Ebadipur          |
| 08.01.2022      | 20:30 | Stal Nysa                          | 0:3 (18:25, 16:25, 22:25)               | Jastrzębski Węgiel                 | 1093   | Tomasz Fornal           |
| 09.01.2022      | 17:30 | Asseco Resovia Rzeszów             | 3:1 (21:25, 25:18, 33:31, 25:22)        | GKS Katowice                       | 1550   | Maciej Muzaj            |
| 09.01.2022      | 20:30 | Aluron CMC Warta Zawiercie         | 3:0 (25:19, 25:16, 25:22)               | Trefl Gdańsk                       | 1347   | Miguel Tavares          |
| 10.01.2022      | 20:30 | LUK Lublin                         | 3:1 (25:16, 18:25, 25:22, 25:21)        | Ślepsk Malow Suwałki               | 1506   | Grzegorz Pająk          |
| 02.03.2022      | 17:30 | Grupa Azoty ZAKSA Kędzierzyn-Koźle | 1:3 (25:18, 22:25, 23:25, 19:25)        | Cerrad Enea Czarni Radom           | 410    | Paweł Rusin             |
| 02.03.2022      | 20:30 | Cuprum Lubin                       | 1:3 (23:25, 25:19, 23:25, 20:25)        | Projekt Warszawa                   | 258    | Andrzej Wrona           |
| 16. KOLEJKA     |       |                                    |                                         |                                    |        |                         |
| 14.01.2022      | 20:30 | Cuprum Lubin                       | 3:1 (18:25, 25:20, 25:22, 25:21)        | Trefl Gdańsk                       | 565    | Marcin Waliński         |
| 15.01.2022      | 14:45 | Indykpol AZS Olsztyn               | 3:2 (25:23, 23:25, 25:23, 25:27, 15:12) | Ślepsk Malow Suwałki               | 1010   | Karol Butryn            |
| 15.01.2022      | 17:30 | Stal Nysa                          | 1:3 (18:25, 18:25, 25:19, 22:25)        | PGE Skra Bełchatów                 | 1400   | Mateusz Bieniek         |
| 15.01.2022      | 20:30 | LUK Lublin                         | 1:3 (18:25, 25:22, 22:25, 25:27)        | Grupa Azoty ZAKSA Kędzierzyn-Koźle | 3667   | Łukasz Kaczmarek        |
| 16.01.2022      | 17:30 | GKS Katowice                       | 3:0 (28:26, 31:29, 25:21)               | Aluron CMC Warta Zawiercie         | 790    | Tomas Rousseaux         |
| 09.03.2022      | 17:30 | Cerrad Enea Czarni Radom           | 0:3 (21:25, 28:30, 16:25)               | Asseco Resovia Rzeszów             | 1000   | Nicolas Szerszeń        |
| 23.03.2022      | 17:30 | Jastrzębski Węgiel                 | 3:1 (21:25, 25:21, 25:20, 25:17)        | Projekt Warszawa                   | 1084   | Tomasz Fornal           |
| 17. KOLEJKA     |       |                                    |                                         |                                    |        |                         |
| 22.01.2022      | 14:45 | PGE Skra Bełchatów                 | 2:3 (25:23, 20:25, 23:25, 26:24, 10:15) | Jastrzębski Węgiel                 | 945    | Jan Hadrava             |
| 22.01.2022      | 17:30 | Projekt Warszawa                   | 1:3 (25:22, 15:25, 22:25, 19:25)        | Grupa Azoty ZAKSA Kędzierzyn-Koźle | 2210   | Norbert Huber           |
| 22.01.2022      | 20:30 | Asseco Resovia Rzeszów             | 3:2 (23:25, 25:17, 18:25, 25:15, 15:13) | PSG Stal Nysa                      | 1000   | Jakub Kochanowski       |
| 23.01.2022      | 14:45 | Aluron CMC Warta Zawiercie         | 3:2 (25:19, 21:25, 25:20, 17:25, 16:14) | Indykpol AZS Olsztyn               | 1443   | Dawid Konarski          |
| 23.01.2022      | 17:30 | Ślepsk Malow Suwałki               | 3:1 (25:18, 25:20, 18:25, 25:18)        | Cuprum Lubin                       | 1100   | Bartłomiej Bołądź       |
| 24.01.2022      | 17:30 | GKS Katowice                       | 3:1 (25:20, 25:17, 23:25, 27:25)        | LUK Lublin                         | 350    | Tomas Rousseaux         |
| 24.01.2022      | 20:30 | Trefl Gdańsk                       | 3:0 (25:13, 25:23, 25:17)               | Cerrad Enea Czarni Radom           | 500    | Karol Urbanowicz        |
| 18. KOLEJKA     |       |                                    |                                         |                                    |        |                         |
| 16.01.2022      | 14:45 | Jastrzębski Węgiel                 | 3:1 (26:24, 25:23, 20:25, 25:19)        | Asseco Resovia Rzeszów             | 900    | Trévor Clévenot         |
| 27.01.2022      | 17:30 | Cuprum Lubin                       | 2:3 (20:25, 21:25, 25:22, 26:24, 11:15) | Aluron CMC Warta Zawiercie         | 420    | Uroš Kovačević          |
| 28.01.2022      | 17:30 | Cerrad Enea Czarni Radom           | 0:3 (20:25, 24:26, 16:25)               | Ślepsk Malow Suwałki               | 3500   | Paweł Halaba            |
| 28.01.2022      | 20:30 | PSG Stal Nysa                      | 0:3 (23:25, 23:25, 22:25)               | Trefl Gdańsk                       | 1100   | Karol Urbanowicz        |
| 29.01.2022      | 14:45 | LUK Lublin                         | 3:0 (25:23, 26:24, 25:12)               | Projekt Warszawa                   | 2073   | Grzegorz Pająk          |
| 30.01.2022      | 14:45 | Indykpol AZS Olsztyn               | 3:2 (26:24, 26:28, 16:25, 25:17, 15:12) | GKS Katowice                       | 920    | Jan Firlej              |
| 15.03.2022      | 20:30 | Grupa Azoty ZAKSA Kędzierzyn-Koźle | 1:3 (23:25, 27:29, 25:19, 25:27)        | PGE Skra Bełchatów                 | 880    | Aleksandar Atanasijević |
| 19. KOLEJKA     |       |                                    |                                         |                                    |        |                         |
| 05.02.2022      | 17:30 | PGE Skra Bełchatów                 | 3:1 (25:21, 15:25, 25:23, 25:20)        | Projekt Warszawa                   | 896    | Grzegorz Łomacz         |
| 05.02.2022      | 20:30 | Ślepsk Malow Suwałki               | 2:3 (25:18, 25:23, 18:25, 22:25, 10:15) | PSG Stal Nysa                      | 1150   | Wassim Ben Tara         |
| 06.02.2022      | 17:30 | Aluron CMC Warta Zawiercie         | 0:3 (22:25, 16:25, 21:25)               | Cerrad Enea Czarni Radom           | 1250   | Paweł Rusin             |
| 06.02.2022      | 20:30 | GKS Katowice                       | 3:2 (18:25, 25:17, 25:23, 19:25, 15:12) | Cuprum Lubin                       | 375    | Gonzalo Quiroga         |
| 07.02.2022      | 17:30 | Indykpol AZS Olsztyn               | 3:0 (25:20, 25:14, 25:17)               | LUK Lublin                         | 810    | Jan Firlej              |
| 22.03.2022      | 17:30 | Asseco Resovia Rzeszów             | 2:3 (27:25, 25:20, 16:25, 23:25, 13:15) | Grupa Azoty ZAKSA Kędzierzyn-Koźle | 1900   | Kamil Semeniuk          |
| 09.04.2022      | 14:45 | Trefl Gdańsk                       | 2:3 (25:23, 25:23, 22:25, 20:25, 21:23) | Jastrzębski Węgiel                 | 3900   | Rafał Szymura           |
| 20. KOLEJKA     |       |                                    |                                         |                                    |        |                         |
| 11.02.2022      | 20:30 | LUK Lublin                         | 0:3 (17:25, 19:25, 18:25)               | PGE Skra Bełchatów                 | 3513   | Dick Kooy               |
| 12.02.2022      | 15:30 | Projekt Warszawa                   | 1:3 (25:21, 21:25, 15:25, 18:25)        | Asseco Resovia Rzeszów             | 1360   | Sam Deroo               |
| 12.02.2022      | 18:00 | Cuprum Lubin                       | 0:3 (18:25, 16:25, 16:25)               | Indykpol AZS Olsztyn               | 559    | Jan Firlej              |
| 12.02.2022      | 20:30 | PSG Stal Nysa                      | 1:3 (22:25, 25:22, 22:25, 19:25)        | Aluron CMC Warta Zawiercie         | 1500   | Dawid Konarski          |
| 13.02.2022      | 14:45 | Jastrzębski Węgiel                 | 3:0 (25:21, 25:19, 25:20)               | Ślepsk Malow Suwałki               | 850    | Tomasz Fornal           |
| 14.02.2022      | 20:30 | Cerrad Enea Czarni Radom           | 0:3 (15:25, 24:26, 16:25)               | GKS Katowice                       | 1200   | Jakub Jarosz            |
| 11.04.2022      | 17:30 | Grupa Azoty ZAKSA Kędzierzyn-Koźle | 2:3 (25:22, 25:21, 20:25, 16:25, 12:15) | Trefl Gdańsk                       | 800    | Bartłomiej Lipiński     |
| 21. KOLEJKA     |       |                                    |                                         |                                    |        |                         |
| 18.02.2022      | 20:30 | Cuprum Lubin                       | 3:2 (25:20, 21:25, 22:25, 25:20, 15:12) | LUK Lublin                         | 376    | Marcin Waliński         |
| 19.02.2022      | 14:45 | Asseco Resovia Rzeszów             | 2:3 (21:25, 25:21, 19:25, 25:18, 12:15) | PGE Skra Bełchatów                 | 2700   | Robert Täht             |
| 19.02.2022      | 17:30 | Aluron CMC Warta Zawiercie         | 1:3 (25:16, 18:25, 18:25, 17:25)        | Jastrzębski Węgiel                 | 1453   | Trévor Clévenot         |
| 19.02.2022      | 20:30 | GKS Katowice                       | 3:1 (13:25, 25:20, 29:27, 25:20)        | PSG Stal Nysa                      | 410    | Micah Maʻa              |
| 20.02.2022      | 14:45 | Ślepsk Malow Suwałki               | 0:3 (22:25, 21:25, 21:25)               | Grupa Azoty ZAKSA Kędzierzyn-Koźle | 1750   | Łukasz Kaczmarek        |
| 20.02.2022      | 17:30 | Trefl Gdańsk                       | 3:0 (25:16, 25:22, 25:23)               | Projekt Warszawa                   | 3850   | Bartłomiej Mordyl       |
| 21.02.2022      | 17:30 | Indykpol AZS Olsztyn               | 3:0 (25:22, 25:23, 25:16)               | Cerrad Enea Czarni Radom           | 1200   | Jan Firlej              |
| 22. KOLEJKA     |       |                                    |                                         |                                    |        |                         |
| 04.03.2022      | 20:30 | LUK Lublin                         | 1:3 (18:25, 23:25, 26:24, 15:25)        | Asseco Resovia Rzeszów             | 3580   | Maciej Muzaj            |
| 05.03.2022      | 14:45 | Grupa Azoty ZAKSA Kędzierzyn-Koźle | 3:0 (26:24, 35:33, 27:25)               | Aluron CMC Warta Zawiercie         | 1220   | Marcin Janusz           |
| 05.03.2022      | 17:30 | Projekt Warszawa                   | 3:1 (25:21, 25:21, 20:25, 25:23)        | Ślepsk Malow Suwałki               | 299    | Dušan Petković          |
| 05.03.2022      | 20:30 | Jastrzębski Węgiel                 | 3:2 (25:23, 25:18, 22:25, 32:34, 15:12) | GKS Katowice                       | 987    | Tomasz Fornal           |
| 06.03.2022      | 14:45 | PGE Skra Bełchatów                 | 3:2 (25:20, 25:20, 23:25, 21:25, 15:11) | Trefl Gdańsk                       | 1656   | Damian Schulz           |
| 06.03.2022      | 17:30 | Cerrad Enea Czarni Radom           | 2:3 (25:18, 25:21, 19:25, 22:25, 13:15) | Cuprum Lubin                       | 1500   | Remigiusz Kapica        |
| 07.03.2022      | 17:30 | PSG Stal Nysa                      | 3:1 (23:25, 25:21, 25:21, 25:16)        | Indykpol AZS Olsztyn               | 1200   | Zouheir El Graoui       |
| 23. KOLEJKA     |       |                                    |                                         |                                    |        |                         |
| 06.02.2022      | 14:45 | Trefl Gdańsk                       | 3:2 (20:25, 25:19, 25:19, 18:25, 15:13) | Asseco Resovia Rzeszów             | 3450   | Lukas Kampa             |
| 11.03.2022      | 17:30 | Ślepsk Malow Suwałki               | 0:3 (17:25, 22:25, 19:25)               | PGE Skra Bełchatów                 | 1318   | Grzegorz Łomacz         |
| 12.03.2022      | 14:45 | Jastrzębski Węgiel                 | 3:1 (25:21, 22:25, 25:20, 25:23)        | Indykpol AZS Olsztyn               | 1511   | Jan Hadrava             |
| 12.03.2022      | 17:30 | GKS Katowice                       | 0:3 (18:25, 17:25, 20:25)               | Grupa Azoty ZAKSA Kędzierzyn-Koźle | 1120   | Marcin Janusz           |
| 12.03.2022      | 20:30 | Cuprum Lubin                       | 3:0 (27:25, 25:20, 25:23)               | PSG Stal Nysa                      | 232    | Grzegorz Bociek         |
| 13.03.2022      | 14:45 | Aluron CMC Warta Zawiercie         | 3:1 (25:21, 22:25, 27:25, 25:22)        | Projekt Warszawa                   | 1429   | Uroš Kovačević          |
| 13.03.2022      | 17:30 | Cerrad Enea Czarni Radom           | 1:3 (14:25, 25:20, 22:25, 18:25)        | LUK Lublin                         | 1200   | Grzegorz Pająk          |
| 24. KOLEJKA     |       |                                    |                                         |                                    |        |                         |
| 18.03.2022      | 17:30 | Projekt Warszawa                   | 0:3 (22:25, 23:25, 21:25)               | GKS Katowice                       | 299    | Jakub Jarosz            |
| 18.03.2022      | 20:30 | Asseco Resovia Rzeszów             | 1:3 (23:25, 27:25, 25:27, 27:29)        | Ślepsk Malow Suwałki               | 1250   | Paweł Halaba            |
| 19.03.2022      | 14:45 | PGE Skra Bełchatów                 | 3:2 (25:23, 20:25, 25:21, 23:25, 15:10) | Aluron CMC Warta Zawiercie         | 643    | Grzegorz Łomacz         |
| 19.03.2022      | 17:30 | LUK Lublin                         | 1:3 (25:19, 23:25, 20:25, 23:25)        | Trefl Gdańsk                       | 2569   | Bartłomiej Lipiński     |
| 19.03.2022      | 20:30 | PSG Stal Nysa                      | 3:1 (28:26, 23:25, 25:12, 25:13)        | Cerrad Enea Czarni Radom           | 1100   | Marcin Komenda          |
| 20.03.2022      | 14:45 | Indykpol AZS Olsztyn               | 0:3 (28:30, 18:25, 20:25)               | Grupa Azoty ZAKSA Kędzierzyn-Koźle | 1200   | Norbert Huber           |
| 20.03.2022      | 20:30 | Jastrzębski Węgiel                 | 3:1 (25:22, 18:25, 25:19, 25:21)        | Cuprum Lubin                       | 712    | Stéphen Boyer           |
| 25. KOLEJKA     |       |                                    |                                         |                                    |        |                         |
| 25.03.2022      | 17:30 | Ślepsk Malow Suwałki               | 2:3 (25:20, 15:25, 25:20, 20:25, 12:15) | Trefl Gdańsk                       | 1215   | Bartłomiej Lipiński     |
| 25.03.2022      | 20:30 | GKS Katowice                       | 1:3 (25:21, 19:25, 21:25, 19:25)        | PGE Skra Bełchatów                 | 770    | Grzegorz Łomacz         |
| 26.03.2022      | 20:30 | Cuprum Lubin                       | 3:2 (25:22, 19:25, 22:25, 27:25, 15:11) | Grupa Azoty ZAKSA Kędzierzyn-Koźle | 1216   | Marcin Waliński         |
| 27.03.2022      | 18:00 | Aluron CMC Warta Zawiercie         | 1:3 (25:23, 20:25, 23:25, 23:25)        | Asseco Resovia Rzeszów             | 1481   | Maciej Muzaj            |
| 27.03.2022      | 20:30 | Cerrad Enea Czarni Radom           | 0:3 (20:25, 14:25, 16:25)               | Jastrzębski Węgiel                 | 2000   | Jan Hadrava             |
| 28.03.2022      | 17:30 | Indykpol AZS Olsztyn               | 3:0 (25:19, 25:21, 25:20)               | Projekt Warszawa                   | 950    | Jan Firlej              |
| 28.03.2022      | 20:30 | PSG Stal Nysa                      | 3:0 (25:18, 25:21, 30:28)               | LUK Lublin                         | 1200   | Marcin Komenda          |
| 26. KOLEJKA     |       |                                    |                                         |                                    |        |                         |
| 01.04.2022      | 17:30 | Ślepsk Malow Suwałki               | 2:3 (21:25, 27:25, 18:25, 25:21, 17:19) | GKS Katowice                       | 1025   | Micah Maʻa              |
| 01.04.2022      | 20:30 | Projekt Warszawa                   | 2:3 (20:25, 20:25, 25:23, 25:20, 12:15) | PSG Stal Nysa                      | 299    | Marcin Komenda          |
| 02.04.2022      | 14:45 | PGE Skra Bełchatów                 | 3:2 (25:23, 21:25, 19:25, 25:23, 15:10) | Cerrad Enea Czarni Radom           | 824    | Robert Täht             |
| 02.04.2022      | 17:30 | Aluron CMC Warta Zawiercie         | 3:1 (25:22, 25:18, 22:25, 25:21)        | LUK Lublin                         | 1475   | Facundo Conte           |
| 02.04.2022      | 20:30 | Asseco Resovia Rzeszów             | 3:0 (25:19, 25:14, 25:20)               | Cuprum Lubin                       | 1200   | Sam Deroo               |
| 03.04.2022      | 14:45 | Jastrzębski Węgiel                 | 0:3 (20:25, 16:25, 15:25)               | Grupa Azoty ZAKSA Kędzierzyn-Koźle | 2987   | Łukasz Kaczmarek        |
| 03.04.2022      | 17:30 | Trefl Gdańsk                       | 3:0 (25:20, 25:20, 25:20)               | Indykpol AZS Olsztyn               | 3800   | Łukasz Kozub            |

### Tabela
| Lp. | Drużyna                            | Pkt | Mecze | Mecze | Mecze | Rodzaj wyniku | Rodzaj wyniku | Rodzaj wyniku | Rodzaj wyniku | Rodzaj wyniku | Rodzaj wyniku | Sety | Sety | Sety  | Małe punkty | Małe punkty | Małe punkty |
| Lp. | Drużyna                            | Pkt | M     | W     | P     | 3:0           | 3:1           | 3:2           | 2:3           | 1:3           | 0:3           | wyg. | prz. | stos. | zdob.       | str.        | stos.       |
| --- | ---------------------------------- | --- | ----- | ----- | ----- | ------------- | ------------- | ------------- | ------------- | ------------- | ------------- | ---- | ---- | ----- | ----------- | ----------- | ----------- |
| 1   | Grupa Azoty ZAKSA Kędzierzyn-Koźle | 65  | 26    | 22    | 4     | 15            | 4             | 3             | 2             | 2             | 0             | 72   | 22   | 3.27  | 2269        | 1964        | 1.16        |
| 2   | Jastrzębski Węgiel                 | 65  | 26    | 22    | 4     | 12            | 7             | 3             | 2             | 0             | 2             | 70   | 25   | 2.8   | 2264        | 1977        | 1.15        |
| 3   | PGE Skra Bełchatów                 | 60  | 26    | 21    | 5     | 6             | 8             | 7             | 4             | 1             | 0             | 72   | 37   | 1.95  | 2481        | 2324        | 1.07        |
| 4   | Aluron CMC Warta Zawiercie         | 47  | 26    | 17    | 9     | 4             | 8             | 5             | 1             | 3             | 5             | 56   | 45   | 1.24  | 2311        | 2292        | 1.01        |
| 5   | Asseco Resovia Rzeszów             | 45  | 26    | 14    | 12    | 7             | 6             | 1             | 4             | 5             | 3             | 55   | 44   | 1.25  | 2275        | 2187        | 1.04        |
| 6   | Indykpol AZS Olsztyn               | 41  | 26    | 14    | 12    | 9             | 1             | 4             | 3             | 3             | 6             | 51   | 45   | 1.13  | 2142        | 2122        | 1.01        |
| 7   | Trefl Gdańsk                       | 36  | 26    | 12    | 14    | 8             | 1             | 3             | 3             | 6             | 5             | 48   | 49   | 0.98  | 2153        | 2160        | 1           |
| 8   | GKS Katowice                       | 36  | 26    | 12    | 14    | 4             | 4             | 4             | 4             | 5             | 5             | 49   | 54   | 0.91  | 2267        | 2340        | 0.97        |
| 9   | Projekt Warszawa                   | 36  | 26    | 12    | 14    | 2             | 7             | 3             | 3             | 5             | 6             | 47   | 55   | 0.85  | 2281        | 2313        | 0.99        |
| 10  | Cuprum Lubin                       | 26  | 26    | 8     | 18    | 2             | 3             | 3             | 5             | 8             | 5             | 42   | 63   | 0.67  | 2284        | 2411        | 0.95        |
| 11  | LUK Lublin                         | 24  | 26    | 8     | 18    | 2             | 4             | 2             | 2             | 8             | 8             | 36   | 62   | 0.58  | 2129        | 2264        | 0.94        |
| 12  | Ślepsk Malow Suwałki               | 24  | 26    | 7     | 19    | 2             | 4             | 1             | 4             | 5             | 10            | 34   | 63   | 0.54  | 2149        | 2269        | 0.95        |
| 13  | Cerrad Enea Czarni Radom           | 21  | 26    | 7     | 19    | 1             | 4             | 2             | 2             | 4             | 13            | 29   | 65   | 0.45  | 1970        | 2234        | 0.88        |
| 14  | PSG Stal Nysa                      | 20  | 26    | 6     | 20    | 2             | 2             | 2             | 4             | 8             | 8             | 34   | 66   | 0.52  | 2178        | 2296        | 0.95        |

Źródło: PlusLiga (pol.)
Punktacja: 3:0 i 3:1 – 3 pkt; 3:2 – 2 pkt; 2:3 – 1 pkt; 1:3 i 0:3 – 0 pkt
Zasady ustalania kolejności: 1. liczba punktów; 2. liczba zwycięstw; 3. stosunek setów; 4. stosunek małych punktów; 5. bilans w bezpośrednich meczach
     faza play-off
     mecze o miejsca 9-12
     baraż o utrzymanie (z drugim zespołem Tauron 1. Ligi)

### Miejsca po danych kolejkach
| Drużyna \ Kolejka | 1                          | 2  | 3  | 4  | 5  | 6  | 7  | 8  | 9  | 10 | 11 | 12 | 13 | 14 | 15 | 16 | 17 | 18 | 19 | 20 | 21 | 22 | 23 | 24 | 25 | 26 |   |
| --- | -------------------------- | -- | -- | -- | -- | -- | -- | -- | -- | -- | -- | -- | -- | -- | -- | -- | -- | -- | -- | -- | -- | -- | -- | -- | -- | -- | - |
| Drużyna \ Kolejka | Aluron CMC Warta Zawiercie | 6  | 4  | 2  | 5  | 4  | 3  | 3  | 3  | 5  | 6  | 4  | 4  | 4  | 3  | 3  | 4  | 4  | 3  | 4  | 4  | 4  | 4  | 4  | 4  | 4  | 4 |
| Asseco Resovia Rzeszów | 2                          | 8  | 6  | 3  | 6  | 7  | 6  | 7  | 7  | 8  | 7  | 7  | 7  | 6  | 6  | 6  | 6  | 6  | 7  | 6  | 6  | 7  | 5  | 6  | 5  | 5  |   |
| Cerrad Enea Czarni Radom | 14                         | 14 | 14 | 13 | 9  | 11 | 13 | 13 | 11 | 12 | 12 | 12 | 12 | 10 | 10 | 11 | 12 | 13 | 13 | 13 | 13 | 12 | 12 | 13 | 13 | 13 |   |
| Cuprum Lubin | 10                         | 11 | 12 | 10 | 11 | 9  | 10 | 10 | 10 | 9  | 10 | 10 | 10 | 12 | 12 | 10 | 11 | 12 | 12 | 12 | 11 | 11 | 11 | 11 | 10 | 10 |   |
| GKS Katowice | 7                          | 5  | 7  | 8  | 10 | 12 | 8  | 8  | 9  | 10 | 11 | 11 | 11 | 8  | 9  | 8  | 8  | 8  | 8  | 8  | 8  | 8  | 8  | 8  | 8  | 8  |   |
| Grupa Azoty ZAKSA Kędzierzyn-Koźle | 3                          | 1  | 1  | 1  | 1  | 1  | 1  | 1  | 1  | 1  | 1  | 1  | 1  | 1  | 1  | 1  | 1  | 1  | 1  | 1  | 1  | 1  | 1  | 1  | 2  | 1  |   |
| Indykpol AZS Olsztyn | 13                         | 10 | 9  | 7  | 5  | 4  | 4  | 4  | 4  | 4  | 6  | 6  | 6  | 7  | 7  | 7  | 7  | 7  | 5  | 5  | 5  | 5  | 6  | 5  | 6  | 6  |   |
| Jastrzębski Węgiel | 4                          | 2  | 5  | 2  | 2  | 2  | 2  | 2  | 2  | 2  | 2  | 2  | 2  | 2  | 2  | 2  | 2  | 2  | 2  | 2  | 2  | 2  | 2  | 2  | 1  | 2  |   |
| LUK Lublin | 11                         | 12 | 13 | 12 | 13 | 13 | 11 | 9  | 8  | 7  | 8  | 8  | 8  | 9  | 8  | 9  | 9  | 9  | 10 | 10 | 10 | 10 | 10 | 10 | 11 | 11 |   |
| PGE Skra Bełchatów | 5                          | 6  | 4  | 6  | 7  | 6  | 7  | 6  | 6  | 5  | 5  | 5  | 5  | 4  | 4  | 3  | 3  | 4  | 3  | 3  | 3  | 3  | 3  | 3  | 3  | 3  |   |
| Projekt Warszawa | 1                          | 3  | 3  | 4  | 3  | 5  | 5  | 5  | 3  | 3  | 3  | 3  | 3  | 5  | 5  | 5  | 5  | 5  | 6  | 7  | 7  | 6  | 7  | 7  | 7  | 9  |   |
| PSG Stal Nysa | 12                         | 13 | 11 | 14 | 14 | 14 | 14 | 14 | 14 | 14 | 14 | 14 | 14 | 14 | 14 | 14 | 14 | 14 | 14 | 14 | 14 | 14 | 14 | 14 | 14 | 14 |   |
| Ślepsk Malow Suwałki | 9                          | 7  | 10 | 11 | 12 | 10 | 12 | 12 | 13 | 13 | 13 | 13 | 13 | 13 | 13 | 13 | 13 | 11 | 11 | 11 | 12 | 13 | 13 | 12 | 12 | 12 |   |
| Trefl Gdańsk | 8                          | 9  | 8  | 9  | 8  | 8  | 9  | 11 | 12 | 11 | 9  | 9  | 9  | 11 | 11 | 12 | 10 | 10 | 9  | 9  | 9  | 9  | 9  | 9  | 9  | 7  |   |
| Uwagi: - Zestawienie nie uwzględnia w danej kolejce meczów przełożonych na późniejsze terminy, z wyjątkiem spotkań rozegranych po zakończeniu 26. kolejki, natomiast uwzględnia mecze rozegrane awansem. Miejsce zajmowane przez drużynę, która rozegrała mniej meczów, wyróżniono kursywą, natomiast podkreśleniem – drużynę, która rozegrała więcej meczów niż wynika to z numeru kolejki. |                            |    |    |    |    |    |    |    |    |    |    |    |    |    |    |    |    |    |    |    |    |    |    |    |    |    |   |

## Faza play-off

### Drabinka
|  |              |                                    |              |                            |              |              |              |                                    |                            |           |           |           |                    |           |                    |                    |                    |                    |                    |                    |                    |       |       |       |       |
|  | Ćwierćfinały | Ćwierćfinały                       | Ćwierćfinały | Ćwierćfinały               | Ćwierćfinały | Ćwierćfinały | Ćwierćfinały |                                    |                            | Półfinały | Półfinały | Półfinały | Półfinały          | Półfinały | Półfinały          | Półfinały          |                    |                    | Finał              | Finał              | Finał              | Finał | Finał | Finał | Finał |
|  | Ćwierćfinały | Ćwierćfinały                       | Ćwierćfinały | Ćwierćfinały               | Ćwierćfinały | Ćwierćfinały | Ćwierćfinały |                                    |                            | Półfinały | Półfinały | Półfinały | Półfinały          | Półfinały | Półfinały          | Półfinały          |                    |                    | Finał              | Finał              | Finał              | Finał | Finał | Finał | Finał |
|  |              |                                    |              |                            |              |              |              |                                    |                            |           |           |           |                    |           |                    |                    |                    |                    |                    |                    |                    |       |       |       |       |
|  |              |                                    |              |                            |              |              |              |                                    |                            |           |           |           |                    |           |                    |                    |                    |                    |                    |                    |                    |       |       |       |       |
|  | 1            | Grupa Azoty ZAKSA Kędzierzyn-Koźle | 3            | 3                          |              |              |              |                                    |                            |           |           |           |                    |           |                    |                    |                    |                    |                    |                    |                    |       |       |       |       |
|  | 1            | Grupa Azoty ZAKSA Kędzierzyn-Koźle | 3            | 3                          |              |              |              |                                    |                            |           |           |           |                    |           |                    |                    |                    |                    |                    |                    |                    |       |       |       |       |
|  | 8            | GKS Katowice                       | 0            | 1                          |              |              |              |                                    |                            |           |           |           |                    |           |                    |                    |                    |                    |                    |                    |                    |       |       |       |       |
|  | 8            | GKS Katowice                       | 0            | 1                          |              |              | 1            | Grupa Azoty ZAKSA Kędzierzyn-Koźle | 1                          | 3         | 3         |           |                    |           |                    |                    |                    |                    |                    |                    |                    |       |       |       |       |
|  |              |                                    |              |                            |              |              |              | Grupa Azoty ZAKSA Kędzierzyn-Koźle | 1                          | 3         | 3         |           |                    |           |                    |                    |                    |                    |                    |                    |                    |       |       |       |       |
|  |              |                                    | 4            | Aluron CMC Warta Zawiercie | 3            | 0            | 1            |                                    |                            |           |           |           |                    |           |                    |                    |                    |                    |                    |                    |                    |       |       |       |       |
|  | 4            | Aluron CMC Warta Zawiercie         | 4            | Aluron CMC Warta Zawiercie | 3            | 0            | 1            | 3                                  | 3                          |           |           |           |                    |           |                    |                    |                    |                    |                    |                    |                    |       |       |       |       |
|  | 4            | Aluron CMC Warta Zawiercie         |              |                            |              |              |              |                                    |                            |           |           |           |                    |           |                    |                    |                    |                    |                    |                    |                    |       |       |       |       |
|  | 5            | Asseco Resovia Rzeszów             | 1            | 1                          |              |              |              |                                    |                            |           |           |           |                    |           |                    |                    |                    |                    |                    |                    |                    |       |       |       |       |
|  | 5            | Asseco Resovia Rzeszów             | 1            | 1                          |              |              | 1            | Grupa Azoty ZAKSA Kędzierzyn-Koźle | 3                          | 3         | 1         | 3         |                    |           |                    |                    |                    |                    |                    |                    |                    |       |       |       |       |
|  |              |                                    |              |                            |              |              |              |                                    |                            |           |           |           |                    |           |                    |                    |                    |                    |                    |                    |                    |       |       |       |       |
|  |              |                                    | 2            | Jastrzębski Węgiel         | 0            | 2            | 3            | 0                                  |                            |           |           |           |                    |           |                    |                    |                    |                    |                    |                    |                    |       |       |       |       |
|  | 2            | Jastrzębski Węgiel                 | 2            | Jastrzębski Węgiel         | 0            | 2            | 3            | 0                                  | 2                          | 3         | 3         |           |                    |           |                    |                    |                    |                    |                    |                    |                    |       |       |       |       |
|  | 2            | Jastrzębski Węgiel                 |              |                            |              |              |              |                                    |                            |           |           |           |                    |           |                    |                    |                    |                    |                    |                    |                    |       |       |       |       |
|  | 7            | Trefl Gdańsk                       | 3            | 0                          | 0            |              |              |                                    |                            |           |           |           |                    |           |                    |                    |                    |                    |                    |                    |                    |       |       |       |       |
|  | 7            | Trefl Gdańsk                       | 3            | 0                          | 0            |              |              | 2                                  | Jastrzębski Węgiel         | 3         | 3         |           |                    |           | Mecze o 3. miejsce | Mecze o 3. miejsce | Mecze o 3. miejsce | Mecze o 3. miejsce | Mecze o 3. miejsce | Mecze o 3. miejsce | Mecze o 3. miejsce |       |       |       |       |
|  |              |                                    |              |                            |              |              |              | 2                                  | Jastrzębski Węgiel         | 3         | 3         |           |                    |           | Mecze o 3. miejsce | Mecze o 3. miejsce | Mecze o 3. miejsce | Mecze o 3. miejsce | Mecze o 3. miejsce | Mecze o 3. miejsce | Mecze o 3. miejsce |       |       |       |       |
|  |              |                                    | 3            | PGE Skra Bełchatów         | 0            | 0            |              |                                    |                            |           |           |           |                    |           |                    |                    |                    |                    |                    |                    |                    |       |       |       |       |
|  | 3            | PGE Skra Bełchatów                 | 3            | PGE Skra Bełchatów         | 0            | 0            | 1            | 3                                  | 3                          |           |           |           |                    |           |                    |                    |                    |                    |                    |                    |                    |       |       |       |       |
|  | 3            | PGE Skra Bełchatów                 |              |                            |              |              |              |                                    |                            |           |           | 3         | PGE Skra Bełchatów | 2         | 3                  | 0                  | 2                  |                    |                    |                    |                    |       |       |       |       |
|  | 6            | Indykpol AZS Olsztyn               | 3            | 0                          | 2            |              |              |                                    |                            |           |           | 3         | PGE Skra Bełchatów | 2         | 3                  | 0                  | 2                  |                    |                    |                    |                    |       |       |       |       |
|  | 6            | Indykpol AZS Olsztyn               | 3            | 0                          | 2            |              |              | 4                                  | Aluron CMC Warta Zawiercie | 3         | 2         | 3         | 3                  |           |                    |                    |                    |                    |                    |                    |                    |       |       |       |       |
|  |              |                                    |              |                            |              |              |              | 4                                  | Aluron CMC Warta Zawiercie | 3         | 2         | 3         | 3                  |           |                    |                    |                    |                    |                    |                    |                    |       |       |       |       |

### I runda

#### Ćwierćfinały
(do dwóch zwycięstw)
| Data                                   | Godz.                                  | Gospodarz                              | Rezultat                                | Gość                               | Widzów                     | MVP                        |
| -------------------------------------- | -------------------------------------- | -------------------------------------- | --------------------------------------- | ---------------------------------- | -------------------------- | -------------------------- |
| Grupa Azoty ZAKSA Kędzierzyn-Koźle (1) | Grupa Azoty ZAKSA Kędzierzyn-Koźle (1) | Grupa Azoty ZAKSA Kędzierzyn-Koźle (1) | 2 – 0                                   | (8) GKS Katowice                   | (8) GKS Katowice           | (8) GKS Katowice           |
| 13.04.2022                             | 20:30                                  | Grupa Azoty ZAKSA Kędzierzyn-Koźle     | 3:0 (25:21, 25:12, 25:22)               | GKS Katowice                       | 616                        | Aleksander Śliwka          |
| 18.04.2022                             | 14:45                                  | GKS Katowice                           | 1:3 (29:27, 19:25, 20:25, 19:25)        | Grupa Azoty ZAKSA Kędzierzyn-Koźle | 2068                       | Norbert Huber              |
| Aluron CMC Warta Zawiercie (4)         | Aluron CMC Warta Zawiercie (4)         | Aluron CMC Warta Zawiercie (4)         | 2 – 0                                   | (5) Asseco Resovia Rzeszów         | (5) Asseco Resovia Rzeszów | (5) Asseco Resovia Rzeszów |
| 12.04.2022                             | 20:30                                  | Aluron CMC Warta Zawiercie             | 3:1 (27:25, 24:26, 25:20, 27:25)        | Asseco Resovia Rzeszów             | 1500                       | Uroš Kovačević             |
| 15.04.2022                             | 20:30                                  | Asseco Resovia Rzeszów                 | 1:3 (25:19, 23:25, 23:25, 22:25)        | Aluron CMC Warta Zawiercie         | 1800                       | Dawid Konarski             |
| Jastrzębski Węgiel (2)                 | Jastrzębski Węgiel (2)                 | Jastrzębski Węgiel (2)                 | 2 – 1                                   | (7) Trefl Gdańsk                   | (7) Trefl Gdańsk           | (7) Trefl Gdańsk           |
| 13.04.2022                             | 17:30                                  | Jastrzębski Węgiel                     | 2:3 (28:26, 25:18, 18:25, 21:25, 13:15) | Trefl Gdańsk                       | 1327                       | Lukas Kampa                |
| 16.04.2022                             | 14:45                                  | Trefl Gdańsk                           | 0:3 (23:25, 23:25, 14:25)               | Jastrzębski Węgiel                 | 3950                       | Rafał Szymura              |
| 20.04.2022                             | 17:30                                  | Jastrzębski Węgiel                     | 3:0 (25:17, 25:16, 25:18)               | Trefl Gdańsk                       | 2713                       | Rafał Szymura              |
| PGE Skra Bełchatów (3)                 | PGE Skra Bełchatów (3)                 | PGE Skra Bełchatów (3)                 | 2 – 1                                   | (6) Indykpol AZS Olsztyn           | (6) Indykpol AZS Olsztyn   | (6) Indykpol AZS Olsztyn   |
| 12.04.2022                             | 17:30                                  | PGE Skra Bełchatów                     | 1:3 (25:19, 24:26, 26:28, 14:25)        | Indykpol AZS Olsztyn               | 1249                       | Jan Firlej                 |
| 15.04.2022                             | 17:30                                  | Indykpol AZS Olsztyn                   | 0:3 (21:25, 13:25, 23:25)               | PGE Skra Bełchatów                 | 1200                       | Aleksandar Atanasijević    |
| 19.04.2022                             | 17:30                                  | PGE Skra Bełchatów                     | 3:2 (29:27, 23:25, 25:19, 22:25, 15:13) | Indykpol AZS Olsztyn               | 1029                       | Aleksandar Atanasijević    |

#### Mecze o 9 miejsce
(dwumecz, przy remisie możliwy złoty set)
| Data                 | Godz.                | Gospodarz            | Rezultat                                | Gość              | Widzów            | MVP               |
| -------------------- | -------------------- | -------------------- | --------------------------------------- | ----------------- | ----------------- | ----------------- |
| Projekt Warszawa (9) | Projekt Warszawa (9) | Projekt Warszawa (9) | 2 – 0                                   | (10) Cuprum Lubin | (10) Cuprum Lubin | (10) Cuprum Lubin |
| 14.04.2022           | 17:30                | Cuprum Lubin         | 0:3 (18:25, 21:25, 16:25)               | Projekt Warszawa  | 183               | Dušan Petković    |
| 22.04.2022           | 20:30                | Projekt Warszawa     | 3:2 (25:21, 22:25, 18:25, 25:15, 16:14) | Cuprum Lubin      | 980               | Michał Superlak   |

#### Mecze o 11 miejsce
(dwumecz, przy remisie złoty set)
| Data            | Godz.           | Gospodarz            | Rezultat                                | Gość                      | Widzów                    | MVP                       |
| --------------- | --------------- | -------------------- | --------------------------------------- | ------------------------- | ------------------------- | ------------------------- |
| LUK Lublin (11) | LUK Lublin (11) | LUK Lublin (11)      | 2 – 0                                   | (12) Ślepsk Malow Suwałki | (12) Ślepsk Malow Suwałki | (12) Ślepsk Malow Suwałki |
| 14.04.2022      | 20:30           | Ślepsk Malow Suwałki | 2:3 (25:23, 25:18, 18:25, 19:25, 13:15) | LUK Lublin                | 710                       | Szymon Romać              |
| 20.04.2022      | 20:30           | LUK Lublin           | 3:2 (25:21, 25:14, 26:28, 15:25, 15:11) | Ślepsk Malow Suwałki      | 1509                      | Konrad Stajer             |

### II runda

#### Półfinały
(do dwóch zwycięstw)
| Data                                   | Godz.                                  | Gospodarz                              | Rezultat                         | Gość                               | Widzów                         | MVP                            |
| -------------------------------------- | -------------------------------------- | -------------------------------------- | -------------------------------- | ---------------------------------- | ------------------------------ | ------------------------------ |
| Grupa Azoty ZAKSA Kędzierzyn-Koźle (1) | Grupa Azoty ZAKSA Kędzierzyn-Koźle (1) | Grupa Azoty ZAKSA Kędzierzyn-Koźle (1) | 2 – 1                            | (4) Aluron CMC Warta Zawiercie     | (4) Aluron CMC Warta Zawiercie | (4) Aluron CMC Warta Zawiercie |
| 23.04.2022                             | 14:45                                  | Grupa Azoty ZAKSA Kędzierzyn-Koźle     | 1:3 (25:22, 17:25, 22:25, 23:25) | Aluron CMC Warta Zawiercie         | 1840                           | Facundo Conte                  |
| 26.04.2022                             | 17:30                                  | Aluron CMC Warta Zawiercie             | 0:3 (20:25, 21:25, 21:25)        | Grupa Azoty ZAKSA Kędzierzyn-Koźle | 1500                           | Marcin Janusz                  |
| 30.04.2022                             | 14:45                                  | Grupa Azoty ZAKSA Kędzierzyn-Koźle     | 3:1 (19:25, 25:21, 25:19, 25:13) | Aluron CMC Warta Zawiercie         | 1980                           | Kamil Semeniuk                 |
| Jastrzębski Węgiel (2)                 | Jastrzębski Węgiel (2)                 | Jastrzębski Węgiel (2)                 | 2 – 0                            | (3) PGE Skra Bełchatów             | (3) PGE Skra Bełchatów         | (3) PGE Skra Bełchatów         |
| 23.04.2022                             | 17:30                                  | Jastrzębski Węgiel                     | 3:0 (25:14, 30:28, 26:24)        | PGE Skra Bełchatów                 | 2862                           | Jan Hadrava                    |
| 26.04.2022                             | 20:30                                  | PGE Skra Bełchatów                     | 0:3 (18:25, 22:25, 19:25)        | Jastrzębski Węgiel                 | 1582                           | Tomasz Fornal                  |

#### Mecze o 5 miejsce
(dwumecz, przy remisie możliwy złoty set)
| Data               | Godz.              | Gospodarz              | Rezultat                         | Gość                     | Widzów                   | MVP                      |
| ------------------ | ------------------ | ---------------------- | -------------------------------- | ------------------------ | ------------------------ | ------------------------ |
| Asseco Resovia (5) | Asseco Resovia (5) | Asseco Resovia (5)     | 1 – 1                            | (6) Indykpol AZS Olsztyn | (6) Indykpol AZS Olsztyn | (6) Indykpol AZS Olsztyn |
| 24.04.2022         | 14:45              | Indykpol AZS Olsztyn   | 1:3 (21:25, 25:20, 16:25, 23:25) | Asseco Resovia Rzeszów   | 1020                     | Klemen Čebulj            |
| 27.04.2022         | 17:30              | Asseco Resovia Rzeszów | 1:3 (23:25, 22:25, 25:19, 19:25) | Indykpol AZS Olsztyn     | 1100                     | Torey Defalco            |
| —                  | —                  | Asseco Resovia Rzeszów | złoty set: 15:10                 | Indykpol AZS Olsztyn     | —                        | —                        |

#### Mecze o 7 miejsce
(dwumecz, przy remisie możliwy złoty set)
| Data             | Godz.            | Gospodarz        | Rezultat                                | Gość             | Widzów           | MVP              |
| ---------------- | ---------------- | ---------------- | --------------------------------------- | ---------------- | ---------------- | ---------------- |
| Trefl Gdańsk (7) | Trefl Gdańsk (7) | Trefl Gdańsk (7) | 2 – 0                                   | (8) GKS Katowice | (8) GKS Katowice | (8) GKS Katowice |
| 23.04.2022       | 20:30            | GKS Katowice     | 2:3 (23:25, 18:25, 25:13, 25:22, 10:15) | Trefl Gdańsk     | 196              | Kewin Sasak      |
| 27.04.2022       | 20:30            | Trefl Gdańsk     | 3:0 (25:18, 25:23, 25:18)               | GKS Katowice     | 2250             | Patryk Łaba      |

### III runda

#### Finały
(do trzech zwycięstw)
| Data                                   | Godz.                                  | Gospodarz                              | Rezultat                                | Gość                               | Widzów                 | MVP                    |
| -------------------------------------- | -------------------------------------- | -------------------------------------- | --------------------------------------- | ---------------------------------- | ---------------------- | ---------------------- |
| Grupa Azoty ZAKSA Kędzierzyn-Koźle (1) | Grupa Azoty ZAKSA Kędzierzyn-Koźle (1) | Grupa Azoty ZAKSA Kędzierzyn-Koźle (1) | 3 – 1                                   | (2) Jastrzębski Węgiel             | (2) Jastrzębski Węgiel | (2) Jastrzębski Węgiel |
| 04.05.2022                             | 17:30                                  | Grupa Azoty ZAKSA Kędzierzyn-Koźle     | 3:0 (25:21, 27:25, 25:23)               | Jastrzębski Węgiel                 | 2450                   | Aleksander Śliwka      |
| 07.05.2022                             | 14:45                                  | Jastrzębski Węgiel                     | 2:3 (25:20, 16:25, 25:22, 12:25, 16:18) | Grupa Azoty ZAKSA Kędzierzyn-Koźle | 3112                   | David Smith            |
| 11.05.2022                             | 17:30                                  | Grupa Azoty ZAKSA Kędzierzyn-Koźle     | 1:3 (24:26, 25:20, 23:25, 22:25)        | Jastrzębski Węgiel                 | 2950                   | Rafał Szymura          |
| 14.05.2022                             | 14:45                                  | Jastrzębski Węgiel                     | 0:3 (23:25, 17:25, 21:25)               | Grupa Azoty ZAKSA Kędzierzyn-Koźle | 2991                   | Kamil Semeniuk         |

#### Mecze o 3 miejsce
(do trzech zwycięstw)
| Data                   | Godz.                  | Gospodarz                  | Rezultat                                | Gość                           | Widzów                         | MVP                            |
| ---------------------- | ---------------------- | -------------------------- | --------------------------------------- | ------------------------------ | ------------------------------ | ------------------------------ |
| PGE Skra Bełchatów (3) | PGE Skra Bełchatów (3) | PGE Skra Bełchatów (3)     | 1 – 3                                   | (4) Aluron CMC Warta Zawiercie | (4) Aluron CMC Warta Zawiercie | (4) Aluron CMC Warta Zawiercie |
| 04.05.2022             | 20:30                  | PGE Skra Bełchatów         | 2:3 (23:25, 25:21, 25:19, 23:25, 15:17) | Aluron CMC Warta Zawiercie     | 1424                           | Dawid Konarski                 |
| 07.05.2022             | 17:30                  | Aluron CMC Warta Zawiercie | 2:3 (22:25, 25:16, 23:25, 27:25, 13:15) | PGE Skra Bełchatów             | 1500                           | Dick Kooy                      |
| 10.05.2022             | 17:30                  | PGE Skra Bełchatów         | 0:3 (22:25, 23:25, 21:25)               | Aluron CMC Warta Zawiercie     | 1746                           | Dawid Konarski                 |
| 13.05.2022             | 20:30                  | Aluron CMC Warta Zawiercie | 3:2 (25:21, 21:25, 25:16, 20:25, 15:11) | PGE Skra Bełchatów             | 1500                           | Dawid Konarski                 |

## Baraże
Prawo do gry w PlusLidze w sezonie 2022/2023
(do trzech zwycięstw)
| Data          | Godz.         | Gospodarz     | Rezultat                               | Gość          | Widzów     | MVP               |
| ------------- | ------------- | ------------- | -------------------------------------- | ------------- | ---------- | ----------------- |
| PSG Stal Nysa | PSG Stal Nysa | PSG Stal Nysa | 3 – 1                                  | MKS Będzin    | MKS Będzin | MKS Będzin        |
| 17.05.2022    | 17:30         | PSG Stal Nysa | 3:0 (25:20, 25:16, 27:25)              | MKS Będzin    | 2200       | Kamil Kwasowski   |
| 20.05.2022    | 17:30         | MKS Będzin    | 0:3 (26:28, 14:25, 20:25)              | PSG Stal Nysa | 1200       | Kamil Kwasowski   |
| 23.05.2022    | 17:30         | PSG Stal Nysa | 0:3 (21:25, 14:25, 26:28)              | MKS Będzin    | 2100       | Kacper Gonciarz   |
| 26.05.2022    | 20:30         | MKS Będzin    | 2:3 (25:21, 21:25, 25:22, 22:25, 4:15) | PSG Stal Nysa | 1200       | Zouheir El Graoui |

## Klasyfikacja końcowa
| Lp. | Drużyna                            |
| --- | ---------------------------------- |
| 1.  | Grupa Azoty ZAKSA Kędzierzyn-Koźle |
| 2.  | Jastrzębski Węgiel                 |
| 3.  | Aluron CMC Warta Zawiercie         |
| 4.  | PGE Skra Bełchatów                 |
| 5.  | Asseco Resovia Rzeszów             |
| 6.  | Indykpol AZS Olsztyn               |
| 7.  | Trefl Gdańsk                       |
| 8.  | GKS Katowice                       |
| 9.  | Projekt Warszawa                   |
| 10. | Cuprum Lubin                       |
| 11. | LUK Lublin                         |
| 12. | Ślepsk Malow Suwałki               |
| 13. | Cerrad Enea Czarni Radom           |
| 14. | PSG Stal Nysa                      |

     Liga Mistrzów 2022/2023
     Puchar Challenge 2022/2023
     baraż z drugą drużyną 1. ligi

## Najlepsi zawodnicy meczów
| Liczba MVP | Zawodnik                |
| ---------- | ----------------------- |
| 8          | Tomasz Fornal           |
| 8          | Dawid Konarski          |
| 7          | Jan Hadrava             |
| 7          | Łukasz Kaczmarek        |
| 6          | Aleksandar Atanasijević |
| 6          | Facundo Conte           |
| 6          | Torey Defalco           |
| 6          | Jan Firlej              |
| 6          | Marcin Janusz           |
| 6          | Uroš Kovačević          |
| 5          | Mateusz Bieniek         |
| 5          | Norbert Huber           |
| 5          | Grzegorz Łomacz         |
| 5          | Kamil Semeniuk          |
| 4          | Bartłomiej Bołądź       |
| 4          | Karol Butryn            |
| 4          | Klemen Čebulj           |
| 4          | Jakub Jarosz            |
| 4          | Dick Kooy               |
| 4          | Bartosz Kwolek          |
| 4          | Maciej Muzaj            |
| 4          | Paweł Rusin             |
| 4          | Rafał Szymura           |
| 4          | Aleksander Śliwka       |
| 3          | Trévor Clévenot         |
| 3          | Sam Deroo               |
| 3          | Paweł Halaba            |
| 3          | Lukas Kampa             |
| 3          | Marcin Komenda          |
| 3          | Bartłomiej Lipiński     |
| 3          | Micah Maʻa              |
| 3          | Grzegorz Pająk          |
| 3          | Dušan Petković          |
| 3          | Tomas Rousseaux         |
| 3          | Marcin Waliński         |
| 2          | Wassim Ben Tara         |
| 2          | Stéphen Boyer           |
| 2          | Wojciech Ferens         |
| 2          | Igor Grobelny           |
| 2          | Kewin Sasak             |
| 2          | David Smith             |
| 2          | Michał Superlak         |
| 2          | Miguel Tavares          |
| 2          | Robert Täht             |
| 2          | Karol Urbanowicz        |
| 2          | Wojciech Włodarczyk     |
| 2          | Andrzej Wrona           |
| 1          | Grzegorz Bociek         |
| 1          | Fabian Drzyzga          |
| 1          | Milad Ebadipur          |
| 1          | Zouheir El Graoui       |
| 1          | Rafał Faryna            |
| 1          | Bartosz Filipiak        |
| 1          | Jurij Hładyr            |
| 1          | Remigiusz Kapica        |
| 1          | Jakub Kochanowski       |
| 1          | Łukasz Kozub            |
| 1          | Bartłomiej Lemański     |
| 1          | Patryk Łaba             |
| 1          | Mateusz Masłowski       |
| 1          | Mateusz Mika            |
| 1          | Bartłomiej Mordyl       |
| 1          | Jan Nowakowski          |
| 1          | Piotr Orczyk            |
| 1          | Jakub Popiwczak         |
| 1          | Gonzalo Quiroga         |
| 1          | Szymon Romać            |
| 1          | Damian Schulz           |
| 1          | Masahiro Sekita         |
| 1          | Konrad Stajer           |
| 1          | Nicolas Szerszeń        |
| 1          | Jakub Szymański         |
| 1          | Benjamin Toniutti       |
| 1          | Ángel Trinidad de Haro  |
| 1          | Jakub Wachnik           |
| 1          | Mariusz Wlazły          |
| 1          | Paweł Zatorski          |

## Prawa transmisyjne
Wyłączne prawa transmisyjne do rozgrywek posiadała Telewizja Polsat.
| Kolejka/ Runda  | Liczba transmitowanych meczów | Liczba transmitowanych meczów | Liczba transmitowanych meczów | Liczba transmitowanych meczów | Liczba transmitowanych meczów |
| Kolejka/ Runda  | Polsat Sport                  | Polsat Sport Extra            | Polsat Sport News             | Polsat Sport Fight            | Razem                         |
| Faza zasadnicza | Faza zasadnicza               | Faza zasadnicza               | Faza zasadnicza               | Faza zasadnicza               | Faza zasadnicza               |
| --------------- | ----------------------------- | ----------------------------- | ----------------------------- | ----------------------------- | ----------------------------- |
| 1               | 7                             | —                             | —                             | —                             | 7                             |
| 2               | 5                             | 2                             | —                             | —                             | 7                             |
| 3               | 7                             | —                             | —                             | —                             | 7                             |
| 4               | 6                             | 1                             | —                             | —                             | 7                             |
| 5               | 5                             | 2                             | —                             | —                             | 7                             |
| 6               | 7                             | —                             | —                             | —                             | 7                             |
| 7               | 6                             | —                             | 1                             | —                             | 7                             |
| 8               | 7                             | —                             | —                             | —                             | 7                             |
| 9               | 7                             | —                             | —                             | —                             | 7                             |
| 10              | 6                             | 1                             | —                             | —                             | 7                             |
| 11              | 6                             | 1                             | —                             | —                             | 7                             |
| 12              | 7                             | —                             | —                             | —                             | 7                             |
| 13              | 7                             | —                             | —                             | —                             | 7                             |
| 14              | 7                             | —                             | —                             | —                             | 7                             |
| 15              | 4                             | 2                             | 1                             | —                             | 7                             |
| 16              | 7                             | —                             | —                             | —                             | 7                             |
| 17              | 7                             | —                             | —                             | —                             | 7                             |
| 18              | 6                             | 1                             | —                             | —                             | 7                             |
| 19              | 7                             | —                             | —                             | —                             | 7                             |
| 20              | 7                             | —                             | —                             | —                             | 7                             |
| 21              | 6                             | —                             | —                             | 1                             | 7                             |
| 22              | 7                             | —                             | —                             | —                             | 7                             |
| 23              | 7                             | —                             | —                             | —                             | 7                             |
| 24              | 7                             | —                             | —                             | —                             | 7                             |
| 25              | 6                             | —                             | 1                             | —                             | 7                             |
| 26              | 6                             | 1                             | —                             | —                             | 7                             |
| Faza play-off   |                               |                               |                               |                               |                               |
| O 11. miejsce   | 2                             | —                             | —                             | —                             | 2                             |
| O 9. miejsce    | —                             | 2                             | —                             | —                             | 2                             |
| Ćwierćfinały    | 10                            | —                             | —                             | —                             | 10                            |
| O 7. miejsce    | 2                             | —                             | —                             | —                             | 2                             |
| O 5. miejsce    | 2                             | —                             | —                             | —                             | 2                             |
| Półfinały       | 5                             | —                             | —                             | —                             | 5                             |
| O 3. miejsce    | 4                             | —                             | —                             | —                             | 4                             |
| Finały          | 4                             | —                             | —                             | —                             | 4                             |

## Transfery[16]
| Jastrzębski Węgiel | Jastrzębski Węgiel | Jastrzębski Węgiel |
| Przychodzą | Odchodzą |                    |
| --- | --- | ------------------ |
| - Trévor Clévenot (Gas Sales Bluenergy Piacenza) - Benjamin Toniutti (Grupa Azoty ZAKSA Kędzierzyn-Koźle) - Stéphen Boyer (Ar-Rajjan SC) - Jan Hadrava (Cucine Lube Civitanova) - Dawid Dryja (Cerrad Enea Czarni Radom) - Jakub Macyra (AZS AGH Kraków) - Wojciech Szwed (MCKiS Jaworzno) | - Mohammed Al Hachdadi (Biełogorje Biełgorod) - Yacine Louati (Fenerbahçe SK) - Lukas Kampa (Trefl Gdańsk) - Jakub Bucki (Asseco Resovia Rzeszów) - Michał Szalacha (Aluron CMC Warta Zawiercie) - Grzegorz Kosok (zakończenie kariery) - Michał Gierżot (Cuprum Lubin) |                    |
| W trakcie sezonu | |                    |
| - Árpád Baróti (Suntory Sunbirds) - Bartosz Cedzyński (BBTS Bielsko-Biała) - Krzysztof Bieńkowski (MCKiS Jaworzno) | - Árpád Baróti (szuka klubu) - Krzysztof Bieńkowski (Aluron CMC Warta Zawiercie) |                    |

| Grupa Azoty ZAKSA Kędzierzyn-Koźle | Grupa Azoty ZAKSA Kędzierzyn-Koźle | Grupa Azoty ZAKSA Kędzierzyn-Koźle |
| Przychodzą | Odchodzą |                                    |
| --- | --- | ---------------------------------- |
| - Erik Shoji (Fakieł Nowy Urengoj) - Norbert Huber (PGE Skra Bełchatów) - Marcin Janusz (Trefl Gdańsk) - Wojciech Żaliński (Indykpol AZS Olsztyn) - Michał Kozłowski (Projekt Warszawa) - Tomasz Kalembka (MKS Będzin) | - Benjamin Toniutti (Jastrzębski Węgiel) - Paweł Zatorski (Asseco Resovia Rzeszów) - Jakub Kochanowski (Asseco Resovia Rzeszów) - Rafał Prokopczuk (UKS Mickiewicz Kluczbork) - Piotr Łukasik (Ślepsk Malow Suwałki) - Mateusz Zawalski (Exact Systems Norwid Częstochowa) - Dominik Depowski (Aluron CMC Warta Zawiercie) |                                    |

| Projekt Warszawa | Projekt Warszawa | Projekt Warszawa |
| Przychodzą | Odchodzą |                  |
| --- | --- | ---------------- |
| - Dušan Petković (PGE Skra Bełchatów) - Jay Blankenau (Arkas Spor Izmir) - Dominik Jaglarski (BBTS Bielsko-Biała) - Mateusz Janikowski (Trefl Gdańsk) - Janusz Gałązka (BKS Visła Bydgoszcz) | - Jan Król (Indykpol AZS Olsztyn) - Artur Szalpuk (Epicentr-Podolany Horodok) - Michał Kozłowski (Grupa Azoty ZAKSA Kędzierzyn-Koźle) - Michał Kozłowski (AZS AGH Kraków) |                  |
| W trakcie sezonu | |                  |
| - Artur Szalpuk (Epicentr-Podolany Horodok) | |                  |

| PGE Skra Bełchatów | PGE Skra Bełchatów | PGE Skra Bełchatów |
| Przychodzą | Odchodzą |                    |
| --- | --- | ------------------ |
| - Aleksandar Atanasijević (Sir Safety Conad Perugia) - Dick Kooy (Itas Trentino) - Robert Täht (Asseco Resovia Rzeszów) - Damian Schulz (Indykpol AZS Olsztyn) | - Taylor Sander (szuka klubu) - Dušan Petković (Verva Warszawa Orlen Paliwa) - Milan Katić (LUK Politechnika Lublin) - Norbert Huber (Grupa Azoty ZAKSA Kędzierzyn-Koźle) - Bartosz Filipiak (LUK Politechnika Lublin) |                    |

| Asseco Resovia Rzeszów | Asseco Resovia Rzeszów | Asseco Resovia Rzeszów |
| Przychodzą | Odchodzą |                        |
| --- | --- | ---------------------- |
| - Sam Deroo (Dinamo Moskwa) - Jan Kozamernik (Allianz Milano) - Paweł Zatorski (Grupa Azoty ZAKSA Kędzierzyn-Koźle) - Jakub Kochanowski (Grupa Azoty ZAKSA Kędzierzyn-Koźle) - Maciej Muzaj (Sir Safety Conad Perugia) - Jakub Bucki (Jastrzębski Węgiel) | - Jeffrey Jendryk (Berlin Recycling Volleys) - Simone Parodi (Prisma Volley) - Robert Täht (Skra Bełchatów) - Karol Butryn (Indykpol AZS Olsztyn) - Piotr Hain (GKS Katowice) - Damian Domagała (GKS Katowice) - Bartosz Mariański (GKS Katowice) |                        |

| Trefl Gdańsk | Trefl Gdańsk | Trefl Gdańsk |
| Przychodzą | Odchodzą |              |
| --- | --- | ------------ |
| - Lukas Kampa (Jastrzębski Węgiel) - Patryk Łaba (BKS Visła Bydgoszcz) - Jordan Zaleszczyk (Trefl Gdańsk (drużyny młodzieżowe)) - Dawid Pruszkowski (Trefl Gdańsk (drużyny młodzieżowe)) | - Marcin Janusz (Grupa Azoty ZAKSA Kędzierzyn-Koźle) - Fabian Majcherski (ZAKSA Strzelce Opolskie) - Bartosz Pietruczuk (BBTS Bielsko-Biała) - Mateusz Janikowski (Projekt Warszawa) - Seweryn Lipiński (Olimpia Sulęcin) |              |
| W trakcie sezonu | |              |
| - Dmytro Paszycki (Zenit Petersburg) | |              |

| Ślepsk Malow Suwałki | Ślepsk Malow Suwałki | Ślepsk Malow Suwałki |
| Przychodzą | Odchodzą |                      |
| --- | --- | -------------------- |
| - Paweł Halaba (Aluron CMC Warta Zawiercie) - Piotr Łukasik (Grupa Azoty ZAKSA Kędzierzyn-Koźle) - Jakub Ziobrowski (LUK Politechnika Lublin) - Przemysław Smoliński (Cuprum Lubin) - Adrian Buchowski (GKS Katowice) - Mateusz Laskowski (BAS Białystok) - Łukasz Makowski (MKS Będzin) | - Tomas Rousseaux (GKS Katowice) - Jakub Rohnka (MKS Będzin) - Łukasz Kaczorowski (UKS Sparta Grodzisk Mazowiecki) - Marcin Waliński (Cuprum Lubin) - Kacper Gonciarz (MKS Będzin) - Patryk Szwaradzki (Stal Nysa) - Mateusz Sacharewicz (szuka klubu) - Sebastian Warda (szuka klubu) |                      |

| Aluron CMC Warta Zawiercie | Aluron CMC Warta Zawiercie | Aluron CMC Warta Zawiercie |
| Przychodzą | Odchodzą |                            |
| --- | --- | -------------------------- |
| - Facundo Conte (Sada Cruzeiro) - Uroš Kovačević (Beijing BAIC Motors) - Miguel Tavares (Cuprum Lubin) - Dawid Konarski (Cerrad Enea Czarni Radom) - Miłosz Zniszczoł (GKS Katowice) - Michał Szalacha (Jastrzębski Węgiel) - Bartosz Makoś (Cuprum Lubin) - Dominik Depowski (Grupa Azoty ZAKSA Kędzierzyn-Koźle) - Wiktor Rajsner (KS Lechia Tomaszów Mazowiecki) | - Flávio Gualberto (Tonno Callipo Calabria Vibo Valentia) - Garrett Muagututia (Al-Ahly) - Ǵorǵi Ǵorǵiew (Chebyr Pazardżik) - Paweł Halaba (Ślepsk Malow Suwałki) - Grzegorz Bociek (Gwardia Wrocław) - Patryk Czarnowski (zakończenie kariery) - Marcin Kania (GKS Katowice) - Krzysztof Andrzejewski (zakończenie kariery) |                            |
| W trakcie sezonu | |                            |
| - Krzysztof Bieńkowski (Jastrzębski Węgiel) | |                            |

| GKS Katowice | GKS Katowice | GKS Katowice |
| Przychodzą | Odchodzą |              |
| --- | --- | ------------ |
| - Micah Maʻa (Stade Poitevin Poitiers) - Tomas Rousseaux (Ślepsk Malow Suwałki) - Gonzalo Quiroga (Cambrai VB) - Piotr Hain (Asseco Resovia Rzeszów) - Damian Domagała (Asseco Resovia Rzeszów) - Bartosz Mariański (Asseco Resovia Rzeszów) - Marcin Kania (Aluron CMC Warta Zawiercie) - Damian Kogut (Exact Systems Norwid Częstochowa) - Jakub Lewandowski (UKS Mickiewicz Kluczbork) | - Dustin Watten (LUK Politechnika Lublin) - Emanuel Kohút (Rieker UJS Komárno) - Jan Firlej (Indykpol AZS Olsztyn) - Miłosz Zniszczoł (Aluron CMC Warta Zawiercie) - Kamil Kwasowski (Stal Nysa) - Wiktor Musiał (MKS Będzin) - Jan Nowakowski (LUK Politechnika Lublin) - Adrian Buchowski (Ślepsk Malow Suwałki) - Sławomir Stolc (KS Lechia Tomaszów Mazowiecki) |              |

| Indykpol AZS Olsztyn | Indykpol AZS Olsztyn | Indykpol AZS Olsztyn |
| Przychodzą | Odchodzą |                      |
| --- | --- | -------------------- |
| - Torey Defalco (Tonno Callipo Calabria Vibo Valentia) - Taylor Averill (AS Cannes VB) - Mejsam Salehi (Szahrdari Urmia) - Karol Butryn (Asseco Resovia Rzeszów) - Jan Firlej (GKS Katowice) - Jan Król (Projekt Warszawa) - Szymon Jakubiszak (Cuprum Lubin) - Mateusz Poręba (Vero Volley Monza) - Dawid Siwczyk (Olimpia Sulęcin) - Karol Jankiewicz (BAS Białystok) | - Javier Concepción (Stade Poitevin Poitiers) - Dmytro Teriomenko (Tours VB) - Ruben Schott (Berlin Recycling Volleys) - Damian Schulz (PGE Skra Bełchatów) - Remigiusz Kapica (Cuprum Lubin) - Wojciech Żaliński (Grupa Azoty ZAKSA Kędzierzyn-Koźle) - Dawid Woch (eWinner Gwardia Wrocław) - Nikodem Wolański (Al-Wakrah SC) - Przemysław Stępień (Cuprum Lubin) - Jakub Czerwiński (KKS Mickiewicz Kluczbork) |                      |
| W trakcie sezonu | |                      |
| - Redi Bakiri (OK Budva) | - Mejsam Salehi (szuka klubu) |                      |

| Cuprum Lubin | Cuprum Lubin | Cuprum Lubin |
| Przychodzą | Odchodzą |              |
| --- | --- | ------------ |
| - Masahiro Sekita (Osaka Blazers Sakai) - Florian Krage (SVG Lüneburg) - Remigiusz Kapica (Indykpol AZS Olsztyn) - Marcin Waliński (Ślepsk Malow Suwałki) - Przemysław Stępień (Indykpol AZS Olsztyn) - Michał Gierżot (Jastrzębski Węgiel) - Jędrzej Kaźmierczak (MCKiS Jaworzno) - Maciej Sas (Olimpia Sulęcin) | - Miguel Tavares (Aluron CMC Warta Zawiercie) - Ronald Jimenez (Hyundai Capital Skywalkers) - Szymon Jakubiszak (Indykpol AZS Olsztyn) - Przemysław Smoliński (Ślepsk Malow Suwałki) - Bartosz Makoś (Aluron CMC Warta Zawiercie) - Adam Lorenc (KPS Siedlce) - Bartłomiej Zawalski (Gwardia Wrocław) - Mariusz Magnuszewski (KPS Siedlce) |              |
| W trakcie sezonu | |              |
| - Grzegorz Bociek (Chemeko-System Gwardia Wrocław) | |              |

| Cerrad Enea Czarni Radom | Cerrad Enea Czarni Radom | Cerrad Enea Czarni Radom |
| Przychodzą | Odchodzą |                          |
| --- | --- | ------------------------ |
| - Alexander Berger (Halkbank Ankara) - José Ademar Santana (MKS Będzin) - Michaël Parkinson (Spacer’s de Toulouse) - Rafał Faryna (MKS Będzin) - Paweł Rusin (LUK Politechnika Lublin) - Wiktor Nowak (Polski Cukier Avia Świdnik) - Bartłomiej Lemański (Stal Nysa) | - Wiktor Josifow (Chebyr Pazardżik) - Brenden Sander (Qatar SC) - Dawid Dryja (Jastrzębski Węgiel) - Dawid Konarski (Aluron CMC Warta Zawiercie) - Artur Pasiński (UKS Mickiewicz Kluczbork) - Bartłomiej Grzechnik (szuka klubu) - Bartosz Zrajkowski (Olimpia Sulęcin) |                          |
| W trakcie sezonu | |                          |
| - Aleksandr Woropajew (Neftjanik Orenburg) - Sebastian Warda (Ślepsk Malow Suwałki) | |                          |

| PSG Stal Nysa | PSG Stal Nysa | PSG Stal Nysa |
| Przychodzą | Odchodzą |               |
| --- | --- | ------------- |
| - Mitchell Stahl (Greenyard Maaseik) - Nikołaj Penczew - Kamil Kwasowski (GKS Katowice) - Kamil Dębski (AZS AGH Kraków) - Patryk Szwaradzki (Ślepsk Malow Suwałki) | - Michał Filip (Yeni Kızıltepe Spor Kulubü) - Bartłomiej Lemański (Cerrad Enea Czarni Radom) - Łukasz Łapszyński (Exact Systems Norwid Częstochowa) - Kamil Długosz (Exact Systems Norwid Częstochowa) - Maciej Naliwajko (BAS Białystok) |               |
| W trakcie sezonu | |               |
| - Zouheir El Graoui (Tours VB) - Dominik Kramczyński (ZAKSA Strzelce Opolskie)                                                                                     | - Mitchell Stahl - Nikołaj Penczew (AS Cannes VB) |               |

| LUK Lublin | LUK Lublin | LUK Lublin |
| Przychodzą | Odchodzą |            |
| --- | --- | ---------- |
| - Dustin Watten (GKS Katowice) - Milan Katić (PGE Skra Bełchatów) - Bartosz Filipiak (PGE Skra Bełchatów) - Wojciech Włodarczyk (Kioene Padwa) - Jan Nowakowski (GKS Katowice) - Szymon Gregorowicz (MKS Będzin) - Jakub Strulak (KPS Siedlce) - Szymon Bereza (KPS Siedlce) | - Neven Majstorović (OK Radnički Kragujevac) - David Mehić (OK Vojvodina Nowy Sad) - Jakub Ziobrowski (Ślepsk Malow Suwałki) - Paweł Rusin (Cerrad Enea Czarni Radom) - Jędrzej Goss (BAS Białystok) - Kamil Szaniawski (KS Lechia Tomaszów Mazowiecki) - Kamil Durski (Polski Cukier Avia Świdnik) - Szymon Seliga (Polski Cukier Avia Świdnik) - Radosław Sterna (KS Arka Tempo Chełm) - Rafał Cabaj (KS Arka Tempo Chełm) |            |
| W trakcie sezonu | |            |
| - Mateusz Jóźwik (KPS Siedlce) - Igor Gniecki (SMS PZPS Spała) | - Milan Katić (Vero Volley Monza) - Jakub Peszko |            |

## Składy drużyn
| Aluron CMC Warta Zawiercie | Aluron CMC Warta Zawiercie           | Aluron CMC Warta Zawiercie | Aluron CMC Warta Zawiercie | Aluron CMC Warta Zawiercie |
| Nr                         | Imię i nazwisko                      | Data ur.                   | Wzrost                     | Pozycja                    |
| -------------------------- | ------------------------------------ | -------------------------- | -------------------------- | -------------------------- |
| 1                          | Dawid Konarski                       | 31.08.1989                 | 198                        | atakujący                  |
| 3                          | Michał Żurek (kapitan)               | 03.06.1988                 | 182                        | libero                     |
| 5                          | Miłosz Zniszczoł                     | 02.07.1986                 | 200                        | środkowy                   |
| 6                          | Mateusz Malinowski                   | 06.05.1992                 | 197                        | atakujący                  |
| 7                          | Facundo Conte                        | 25.08.1989                 | 198                        | przyjmujący                |
| 9                          | Patryk Niemiec                       | 18.02.1997                 | 202                        | środkowy                   |
| 11                         | Krzysztof Bieńkowski (od 01.02.2022) | 19.06.1995                 | 198                        | rozgrywający               |
| 13                         | Dominik Depowski                     | 27.10.1995                 | 203                        | przyjmujący                |
| 14                         | Maximiliano Cavanna                  | 02.07.1988                 | 188                        | rozgrywający               |
| 15                         | Miguel Tavares                       | 02.03.1993                 | 191                        | rozgrywający               |
| 16                         | Bartosz Makoś                        | 01.08.1998                 | 175                        | libero                     |
| 17                         | Piotr Orczyk                         | 19.03.1993                 | 198                        | przyjmujący                |
| 20                         | Wiktor Rajsner                       | 13.04.1999                 | 205                        | środkowy                   |
| 25                         | Michał Szalacha                      | 15.01.1994                 | 202                        | środkowy                   |
| 93                         | Uroš Kovačević                       | 06.05.1993                 | 197                        | przyjmujący                |
| Trenerzy                   |                                      |                            |                            |                            |
| Igor Kolaković             | Igor Kolaković                       | Trener                     | Trener                     | Trener                     |
| Srdjan Popović             | Srdjan Popović                       | Asystent trenera           | Asystent trenera           | Asystent trenera           |

| Asseco Resovia Rzeszów                  | Asseco Resovia Rzeszów            | Asseco Resovia Rzeszów | Asseco Resovia Rzeszów | Asseco Resovia Rzeszów |
| Nr                                      | Imię i nazwisko                   | Data ur.               | Wzrost                 | Pozycja                |
| --------------------------------------- | --------------------------------- | ---------------------- | ---------------------- | ---------------------- |
| 1                                       | Bartłomiej Krulicki               | 15.09.1993             | 205                    | środkowy               |
| 2                                       | Maciej Muzaj                      | 21.05.1994             | 208                    | atakujący              |
| 3                                       | Sam Deroo                         | 29.04.1992             | 202                    | przyjmujący            |
| 4                                       | Jan Kozamernik                    | 24.12.1995             | 204                    | środkowy               |
| 5                                       | Jakub Bucki                       | 13.08.1988             | 197                    | atakujący              |
| 7                                       | Jakub Kochanowski                 | 17.07.1997             | 199                    | środkowy               |
| 9                                       | Nicolas Szerszeń                  | 31.12.1996             | 195                    | przyjmujący            |
| 11                                      | Fabian Drzyzga                    | 03.01.1990             | 196                    | rozgrywający           |
| 12                                      | Paweł Woicki                      | 29.06.1983             | 183                    | rozgrywający           |
| 13                                      | Michał Potera                     | 06.03.1988             | 183                    | libero                 |
| 14                                      | Rafał Buszek                      | 28.04.1987             | 196                    | przyjmujący            |
| 16                                      | Paweł Zatorski                    | 21.06.1990             | 184                    | libero                 |
| 18                                      | Klemen Čebulj                     | 21.02.1992             | 202                    | przyjmujący            |
| 84                                      | Timo Tammemaa                     | 18.11.1991             | 202                    | środkowy               |
| Odeszli w trakcie sezonu                |                                   |                        |                        |                        |
| Trenerzy                                |                                   |                        |                        |                        |
| Alberto Giuliani (do 28.12.2021)        | Alberto Giuliani (do 28.12.2021)  | Trener                 | Trener                 | Trener                 |
| Marcelo Méndez (od 28.12.2021)          |                                   | Trener                 | Trener                 | Trener                 |
| Alfredo Martilotti i Olieg Achrem       | Alfredo Martilotti i Olieg Achrem | Asystenci trenera      | Asystenci trenera      | Asystenci trenera      |
| (1) Występował w drużynie młodzieżowej. |                                   |                        |                        |                        |

| Cerrad Enea Czarni Radom | Cerrad Enea Czarni Radom            | Cerrad Enea Czarni Radom | Cerrad Enea Czarni Radom | Cerrad Enea Czarni Radom |
| Nr                       | Imię i nazwisko                     | Data ur.                 | Wzrost                   | Pozycja                  |
| ------------------------ | ----------------------------------- | ------------------------ | ------------------------ | ------------------------ |
| 1                        | Jakub Sadkowski                     | 25.02.2002               | 208                      | środkowy                 |
| 2                        | Michał Ostrowski                    | 29.03.1990               | 203                      | środkowy                 |
| 3                        | Michał Kędzierski                   | 09.08.1994               | 194                      | rozgrywający             |
| 5                        | Aleksandr Woropajew (od 25.01.2022) | 19.10.1993               | 198                      | rozgrywający             |
| 7                        | Bartłomiej Lemański                 | 19.03.1996               | 217                      | środkowy                 |
| 8                        | Paweł Rusin                         | 05.03.1992               | 182                      | przyjmujący              |
| 9                        | Daniel Gąsior                       | 09.01.1995               | 200                      | atakujący                |
| 11                       | Sebastian Warda (od 21.10.2021)     | 18.01.1989               | 205                      | środkowy                 |
| 12                       | Alexander Berger                    | 27.09.1988               | 194                      | przyjmujący              |
| 13                       | Mateusz Masłowski                   | 13.06.1997               | 185                      | libero                   |
| 16                       | Rafał Faryna                        | 28.09.1994               | 200                      | atakujący                |
| 17                       | Bartosz Firszt                      | 19.03.1999               | 198                      | przyjmujący              |
| 18                       | Maciej Nowowsiak                    | 20.09.2001               | 189                      | libero                   |
| 19                       | José Ademar Santana                 | 06.02.1996               | 198                      | przyjmujący              |
| 23                       | Michaël Parkinson                   | 23.11.1991               | 203                      | środkowy                 |
| 33                       | Wiktor Nowak                        | 21.05.1999               | 186                      | rozgrywający             |
| Trenerzy                 |                                     |                          |                          |                          |
| Jakub Bednaruk           | Jakub Bednaruk                      | Trener                   | Trener                   | Trener                   |
| Krzysztof Michalski      | Krzysztof Michalski                 | Asystent trenera         | Asystent trenera         | Asystent trenera         |

| Cuprum Lubin    | Cuprum Lubin                    | Cuprum Lubin     | Cuprum Lubin     | Cuprum Lubin     |
| Nr              | Imię i nazwisko                 | Data ur.         | Wzrost           | Pozycja          |
| --------------- | ------------------------------- | ---------------- | ---------------- | ---------------- |
| 1               | Marcin Waliński                 | 24.10.1990       | 196              | przyjmujący      |
| 2               | Kamil Maruszczyk                | 13.01.1993       | 191              | przyjmujący      |
| 3               | Maciej Sas                      | 28.08.1997       | 182              | libero           |
| 4               | Dawid Gunia                     | 01.01.1987       | 203              | środkowy         |
| 5               | Wojciech Ferens                 | 05.04.1991       | 194              | przyjmujący      |
| 6               | Grzegorz Bociek (od 27.11.2021) | 06.06.1991       | 207              | atakujący        |
| 8               | Masahiro Sekita                 | 20.11.1993       | 175              | rozgrywający     |
| 9               | Paweł Pietraszko                | 05.10.1990       | 201              | środkowy         |
| 10              | Remigiusz Kapica                | 28.09.2000       | 200              | atakujący        |
| 12              | Florian Krage                   | 11.01.1997       | 204              | środkowy         |
| 14              | Michał Gierżot                  | 04.10.2001       | 205              | przyjmujący      |
| 16              | Jędrzej Kaźmierczak             | 23.09.2000       | 199              | środkowy         |
| 20              | Kamil Szymura                   | 24.01.1999       | 185              | libero           |
| 94              | Przemysław Stępień              | 07.02.1994       | 185              | rozgrywający     |
| Trenerzy        |                                 |                  |                  |                  |
| Paweł Rusek     | Paweł Rusek                     | Trener           | Trener           | Trener           |
| Tomasz Kowalski | Tomasz Kowalski                 | Asystent trenera | Asystent trenera | Asystent trenera |

| GKS Katowice   | GKS Katowice      | GKS Katowice     | GKS Katowice     | GKS Katowice     |
| Nr             | Imię i nazwisko   | Data ur.         | Wzrost           | Pozycja          |
| -------------- | ----------------- | ---------------- | ---------------- | ---------------- |
| 1              | Kamil Drzazga     | 11.09.2000       | 212              | środkowy         |
| 2              | Jakub Szymański   | 25.03.1998       | 200              | przyjmujący      |
| 4              | Bartosz Mariański | 26.05.1992       | 187              | libero           |
| 7              | Jakub Jarosz      | 10.02.1987       | 197              | atakujący        |
| 8              | Jakub Lewandowski | 16.07.1996       | 203              | środkowy         |
| 9              | Marcin Kania      | 14.02.1996       | 203              | środkowy         |
| 10             | Damian Kogut      | 03.01.1997       | 191              | przyjmujący      |
| 11             | Jakub Nowosielski | 11.02.1993       | 193              | rozgrywający     |
| 13             | Micah Maʻa        | 16.04.1997       | 192              | rozgrywający     |
| 14             | Tomas Rousseaux   | 31.03.1994       | 198              | przyjmujący      |
| 16             | Piotr Hain        | 26.02.1991       | 207              | środkowy         |
| 18             | Damian Domagała   | 23.04.1998       | 200              | atakujący        |
| 19             | Gonzalo Quiroga   | 25.02.1993       | 193              | przyjmujący      |
| 23             | Dawid Ogórek      | 30.07.1990       | 193              | libero           |
| Trenerzy       |                   |                  |                  |                  |
| Grzegorz Słaby | Grzegorz Słaby    | Trener           | Trener           | Trener           |
| Damian Musiak  | Damian Musiak     | Asystent trenera | Asystent trenera | Asystent trenera |

| Grupa Azoty ZAKSA Kędzierzyn-Koźle                     | Grupa Azoty ZAKSA Kędzierzyn-Koźle | Grupa Azoty ZAKSA Kędzierzyn-Koźle | Grupa Azoty ZAKSA Kędzierzyn-Koźle | Grupa Azoty ZAKSA Kędzierzyn-Koźle |
| Nr                                                     | Imię i nazwisko                    | Data ur.                           | Wzrost                             | Pozycja                            |
| ------------------------------------------------------ | ---------------------------------- | ---------------------------------- | ---------------------------------- | ---------------------------------- |
| 2                                                      | Łukasz Kaczmarek                   | 29.06.1994                         | 204                                | atakujący                          |
| 4                                                      | Krzysztof Rejno                    | 22.02.1993                         | 203                                | środkowy                           |
| 5                                                      | Marcin Janusz                      | 31.07.1994                         | 195                                | rozgrywający                       |
| 6                                                      | Wojciech Żaliński                  | 08.01.1988                         | 195                                | przyjmujący                        |
| 8                                                      | Adrian Staszewski                  | 31.05.1990                         | 196                                | przyjmujący                        |
| 9                                                      | Bartłomiej Kluth                   | 20.12.1992                         | 210                                | atakujący                          |
| 11                                                     | Aleksander Śliwka                  | 24.05.1995                         | 196                                | przyjmujący                        |
| 13                                                     | Kamil Semeniuk                     | 16.07.1996                         | 194                                | przyjmujący                        |
| 15                                                     | David Smith                        | 15.05.1985                         | 201                                | środkowy                           |
| 16                                                     | Tomasz Kalembka                    | 30.06.1991                         | 205                                | środkowy                           |
| 18                                                     | Michał Kozłowski                   | 16.02.1985                         | 191                                | rozgrywający                       |
| 22                                                     | Erik Shoji                         | 24.08.1989                         | 184                                | libero                             |
| 71                                                     | Korneliusz Banach (1)              | 25.01.1994                         | 180                                | libero                             |
| 99                                                     | Norbert Huber                      | 14.08.1998                         | 207                                | środkowy                           |
| Trenerzy                                               |                                    |                                    |                                    |                                    |
| Gheorghe Crețu                                         | Gheorghe Crețu                     | Trener                             | Trener                             | Trener                             |
| Michał Chadała                                         | Michał Chadała                     | Asystent trenera                   | Asystent trenera                   | Asystent trenera                   |
| (1) Występował także w klubie ZAKSA Strzelce Opolskie. |                                    |                                    |                                    |                                    |

| Indykpol AZS Olsztyn                              | Indykpol AZS Olsztyn          | Indykpol AZS Olsztyn | Indykpol AZS Olsztyn | Indykpol AZS Olsztyn |
| Nr                                                | Imię i nazwisko               | Data ur.             | Wzrost               | Pozycja              |
| ------------------------------------------------- | ----------------------------- | -------------------- | -------------------- | -------------------- |
| 1                                                 | Karol Jankiewicz              | 21.02.1996           | 185                  | rozgrywający         |
| 3                                                 | Jędrzej Gruszczyński          | 13.11.1997           | 186                  | libero               |
| 4                                                 | Jan Król                      | 23.08.1989           | 198                  | atakujący            |
| 5                                                 | Jan Firlej                    | 26.09.1996           | 188                  | rozgrywający         |
| 6                                                 | Robbert Andringa              | 28.04.1990           | 192                  | przyjmujący          |
| 7                                                 | Dawid Siwczyk                 | 13.06.1993           | 193                  | środkowy             |
| 9                                                 | Szymon Jakubiszak             | 13.02.1998           | 208                  | środkowy             |
| 10                                                | Mejsam Salehi (do 17.12.2021) | 17.11.1998           | 198                  | przyjmujący          |
| 11                                                | Torey Defalco                 | 10.04.1997           | 198                  | przyjmujący          |
| 13                                                | Taylor Averill                | 05.03.1992           | 201                  | środkowy             |
| 15                                                | Jakub Ciunajtis               | 06.09.1998           | 177                  | libero               |
| 16                                                | Mateusz Poręba                | 24.08.1999           | 203                  | środkowy             |
| 17                                                | Redi Bakiri (od 28.01.2022)   | 22.07.2000           | 194                  | przyjmujący          |
| 18                                                | Wiktor Janiszewski            | 01.03.2002           | 194                  | przyjmujący          |
| 21                                                | Karol Butryn                  | 18.06.1993           | 193                  | atakujący            |
| Odeszli w trakcie sezonu                          |                               |                      |                      |                      |
| 10                                                | Mejsam Salehi (do 17.12.2021) | 17.11.1998           | 198                  | przyjmujący          |
| Trenerzy                                          |                               |                      |                      |                      |
| Marco Bonitta (do 10.12.2021)                     | Marco Bonitta (do 10.12.2021) | Trener               | Trener               | Trener               |
| Marcin Mierzejewski (od 10.12.2021 do 18.12.2021) |                               | Trener               | Trener               | Trener               |
| Javier Weber (od 18.12.2021)                      |                               | Trener               | Trener               | Trener               |
| Marcin Mierzejewski                               | Marcin Mierzejewski           | Asystent trenera     | Asystent trenera     | Asystent trenera     |

| Jastrzębski Węgiel                      | Jastrzębski Węgiel                   | Jastrzębski Węgiel | Jastrzębski Węgiel | Jastrzębski Węgiel |
| Nr                                      | Imię i nazwisko                      | Data ur.           | Wzrost             | Pozycja            |
| --------------------------------------- | ------------------------------------ | ------------------ | ------------------ | ------------------ |
| 1                                       | Dawid Dryja                          | 21.07.1992         | 201                | środkowy           |
| 2                                       | Jan Hadrava                          | 03.06.1991         | 199                | atakujący          |
| 3                                       | Jakub Popiwczak                      | 17.04.1996         | 180                | libero             |
| 6                                       | Benjamin Toniutti                    | 30.10.1989         | 183                | rozgrywający       |
| 7                                       | Krzysztof Bieńkowski (od 12.10.2021) | 19.06.1995         | 198                | rozgrywający       |
| 7                                       | Árpád Baróti (od 10.12.2021)         | 23.10.1991         | 206                | atakujący          |
| 8                                       | Stéphen Boyer                        | 10.04.1996         | 196                | atakujący          |
| 9                                       | Łukasz Wiśniewski                    | 03.02.1989         | 198                | środkowy           |
| 13                                      | Jurij Hładyr                         | 08.07.1984         | 202                | środkowy           |
| 14                                      | Eemi Tervaportti                     | 26.07.1989         | 193                | rozgrywający       |
| 17                                      | Trévor Clévenot                      | 28.06.1994         | 199                | przyjmujący        |
| 18                                      | Maksymilian Granieczny (1)           | 07.07.2005         | 177                | libero             |
| 20                                      | Wojciech Szwed                       | 07.03.2000         | 198                | przyjmujący        |
| 21                                      | Tomasz Fornal                        | 31.08.1997         | 200                | przyjmujący        |
| 24                                      | Szymon Biniek                        | 30.07.1995         | 188                | libero             |
| 26                                      | Rafał Szymura                        | 29.08.1995         | 196                | przyjmujący        |
| 95                                      | Jakub Macyra                         | 22.07.1995         | 202                | środkowy           |
|                                         | Bartosz Cedzyński (od 29.01.2022)    | 20.12.1990         | 211                | środkowy           |
| Odeszli w trakcie sezonu                |                                      |                    |                    |                    |
| 7                                       | Krzysztof Bieńkowski (do 25.10.2021) | 19.06.1995         | 198                | rozgrywający       |
| 7                                       | Árpád Baróti (do 15.03.2022)         | 23.10.1991         | 206                | atakujący          |
| Trenerzy                                |                                      |                    |                    |                    |
| Andrea Gardini (do 14.04.2022)          | Andrea Gardini (do 14.04.2022)       | Trener             | Trener             | Trener             |
| Nicola Giolito (od 14.04.2022)          |                                      | Trener             | Trener             | Trener             |
| Leszek Dejewski                         | Leszek Dejewski                      | Asystent trenera   | Asystent trenera   | Asystent trenera   |
| (1) Występował w drużynie młodzieżowej. |                                      |                    |                    |                    |

| LUK Lublin                                                                                      | LUK Lublin                     | LUK Lublin       | LUK Lublin       | LUK Lublin       |
| Nr                                                                                              | Imię i nazwisko                | Data ur.         | Wzrost           | Pozycja          |
| ----------------------------------------------------------------------------------------------- | ------------------------------ | ---------------- | ---------------- | ---------------- |
| 1                                                                                               | Jan Nowakowski                 | 17.05.1994       | 202              | środkowy         |
| 5                                                                                               | Jakub Strulak                  | 12.05.2001       | 210              | środkowy         |
| 7                                                                                               | Jakub Wachnik                  | 16.02.1993       | 202              | przyjmujący      |
| 9                                                                                               | Bartosz Filipiak               | 27.02.1994       | 197              | atakujący        |
| 10                                                                                              | Szymon Romać                   | 01.10.1992       | 196              | atakujący        |
| 11                                                                                              | Wojciech Sobala                | 12.05.1988       | 208              | środkowy         |
| 13                                                                                              | Mateusz Jóźwik (od 24.11.2021) | 30.05.1996       | 195              | przyjmujący      |
| 14                                                                                              | Grzegorz Pająk                 | 01.01.1987       | 196              | rozgrywający     |
| 16                                                                                              | Konrad Stajer                  | 26.10.1995       | 200              | środkowy         |
| 17                                                                                              | Szymon Gregorowicz             | 07.03.1994       | 183              | libero           |
| 18                                                                                              | Szymon Bereza                  | 07.04.1998       | 188              | rozgrywający     |
| 21                                                                                              | Dustin Watten                  | 27.10.1986       | 183              | libero           |
| 42                                                                                              | Igor Gniecki (od 08.10.2021)   | 16.04.2002       | 193              | rozgrywający     |
| 90                                                                                              | Wojciech Włodarczyk            | 28.10.1990       | 200              | przyjmujący      |
| Odeszli w trakcie sezonu                                                                        |                                |                  |                  |                  |
| 8                                                                                               | Milan Katić (do 10.11.2021)    | 22.10.1993       | 202              | przyjmujący      |
| 92                                                                                              | Jakub Peszko (do 09.02.2022)   | 01.04.1992       | 193              | przyjmujący      |
| Trenerzy                                                                                        |                                |                  |                  |                  |
| Dariusz Daszkiewicz                                                                             | Dariusz Daszkiewicz            | Trener           | Trener           | Trener           |
| Maciej Kołodziejczyk                                                                            | Maciej Kołodziejczyk           | Asystent trenera | Asystent trenera | Asystent trenera |
| (1) Ze względu na braki kadrowe Jakub Bednaruk został zgłoszony w 6. kolejce do kadry meczowej. |                                |                  |                  |                  |

| PGE Skra Bełchatów               | PGE Skra Bełchatów               | PGE Skra Bełchatów | PGE Skra Bełchatów | PGE Skra Bełchatów |
| Nr                               | Imię i nazwisko                  | Data ur.           | Wzrost             | Pozycja            |
| -------------------------------- | -------------------------------- | ------------------ | ------------------ | ------------------ |
| 5                                | Mikołaj Sawicki                  | 23.11.1999         | 198                | przyjmujący        |
| 6                                | Karol Kłos                       | 08.08.1989         | 201                | środkowy           |
| 7                                | Damian Schulz                    | 26.02.1990         | 208                | atakujący          |
| 8                                | Dick Kooy                        | 03.12.1987         | 202                | przyjmujący        |
| 9                                | Robert Täht                      | 15.08.1993         | 192                | przyjmujący        |
| 11                               | Milad Ebadipur                   | 17.10.1993         | 196                | przyjmujący        |
| 14                               | Aleksandar Atanasijević          | 04.09.1991         | 200                | atakujący          |
| 15                               | Grzegorz Łomacz                  | 01.10.1987         | 187                | rozgrywający       |
| 16                               | Kacper Piechocki                 | 17.12.1995         | 184                | libero             |
| 17                               | Sebastian Adamczyk               | 18.02.1999         | 208                | środkowy           |
| 18                               | Robert Milczarek                 | 28.11.1983         | 188                | libero             |
| 20                               | Mateusz Bieniek                  | 05.04.1994         | 210                | środkowy           |
| 26                               | Mihajlo Mitić                    | 17.09.1990         | 201                | rozgrywający       |
| Trenerzy                         |                                  |                    |                    |                    |
| Slobodan Kovač (do 28.04.2022)   | Slobodan Kovač (do 28.04.2022)   | Trener             | Trener             | Trener             |
| Radosław Kolanek (od 28.04.2022) |                                  | Trener             | Trener             | Trener             |
| Radosław Kolanek (do 28.04.2022) | Radosław Kolanek (do 28.04.2022) | Asystent trenera   | Asystent trenera   | Asystent trenera   |

| 1                                                          | Jakub Kowalczyk               | 26.06.1986       | 200              | środkowy         |
| 2                                                          | Bartosz Kwolek                | 17.07.1997       | 193              | przyjmujący      |
| 7                                                          | Ángel Trinidad de Haro        | 27.03.1993       | 195              | rozgrywający     |
| 8                                                          | Andrzej Wrona                 | 27.12.1988       | 206              | środkowy         |
| 9                                                          | Jay Blankenau                 | 27.09.1989       | 194              | rozgrywający     |
| 10                                                         | Janusz Gałązka                | 26.04.1987       | 199              | środkowy         |
| 11                                                         | Piotr Nowakowski              | 18.12.1987       | 205              | środkowy         |
| 12                                                         | Dušan Petković                | 27.01.1992       | 200              | atakujący        |
| 13                                                         | Igor Grobelny                 | 08.06.1993       | 194              | przyjmujący      |
| 14                                                         | Michał Superlak               | 16.11.1993       | 206              | atakujący        |
| 15                                                         | Artur Szalpuk (od 18.03.2022) | 20.03.1995       | 201              | przyjmujący      |
| 17                                                         | Mateusz Janikowski            | 05.05.1999       | 201              | przyjmujący      |
| 18                                                         | Damian Wojtaszek              | 07.09.1988       | 180              | libero           |
| 19                                                         | Dominik Jaglarski             | 20.06.1997       | 187              | libero           |
| 23                                                         | Jan Fornal                    | 14.01.1995       | 191              | przyjmujący      |
| Trenerzy                                                   |                               |                  |                  |                  |
| Andrea Anastasi                                            | Andrea Anastasi               | Trener           | Trener           | Trener           |
| Piotr Graban                                               | Piotr Graban                  | Asystent trenera | Asystent trenera | Asystent trenera |
| • Od 2022 roku Igor Grobelny występuje w klubie jako Polak |                               |                  |                  |                  |

| PSG Stal Nysa                      | PSG Stal Nysa                       | PSG Stal Nysa    | PSG Stal Nysa | PSG Stal Nysa |
| Nr                                 | Imię i nazwisko                     | Data ur.         | Wzrost        | Pozycja       |
| ---------------------------------- | ----------------------------------- | ---------------- | ------------- | ------------- |
| 1                                  | Maciej Zajder                       | 31.01.1988       | 202           | środkowy      |
| 2                                  | Patryk Szwaradzki                   | 27.06.1995       | 194           | atakujący     |
| 3                                  | Kamil Dębski                        | 17.10.1997       | 198           | przyjmujący   |
| 4                                  | Marcin Komenda                      | 24.05.1996       | 198           | rozgrywający  |
| 6                                  | Zouheir El Graoui (od 26.12.2021)   | 01.07.1994       | 197           | przyjmujący   |
| 8                                  | Bartosz Bućko                       | 06.01.1996       | 195           | przyjmujący   |
| 9                                  | Dominik Kramczyński (od 13.01.2022) | 13.01.2001       | 202           | środkowy      |
| 10                                 | Wassim Ben Tara                     | 03.08.1996       | 203           | atakujący     |
| 11                                 | Moustapha M’Baye                    | 18.09.1992       | 198           | środkowy      |
| 15                                 | Kamil Kwasowski                     | 13.09.1990       | 199           | przyjmujący   |
| 16                                 | Kamil Dembiec                       | 07.02.1992       | 178           | libero        |
| 17                                 | Michał Ruciak                       | 22.08.1983       | 190           | libero        |
| 44                                 | Mariusz Schamlewski                 | 16.01.1991       | 198           | środkowy      |
| 91                                 | Patryk Szczurek                     | 06.02.1991       | 193           | rozgrywający  |
| Odeszli w trakcie sezonu           |                                     |                  |               |               |
| 5                                  | Mitchell Stahl (do 01.03.2022)      | 31.08.1994       | 203           | środkowy      |
| 22                                 | Nikołaj Penczew (do 12.01.2022)     | 22.05.1992       | 196           | przyjmujący   |
| Odeszli w trakcie sezonu           |                                     |                  |               |               |
| Trenerzy                           |                                     |                  |               |               |
| Krzysztof Stelmach (do 08.11.2021) | Krzysztof Stelmach (do 08.11.2021)  | Trener           | Trener        | Trener        |
| Daniel Pliński (od 08.11.2021)     |                                     | Trener           | Trener        | Trener        |
|                                    |                                     | Asystent trenera |               |               |

| Ślepsk Malow Suwałki                 | Ślepsk Malow Suwałki          | Ślepsk Malow Suwałki | Ślepsk Malow Suwałki | Ślepsk Malow Suwałki |
| Nr                                   | Imię i nazwisko               | Data ur.             | Wzrost               | Pozycja              |
| ------------------------------------ | ----------------------------- | -------------------- | -------------------- | -------------------- |
| 3                                    | Mateusz Laskowski             | 09.09.1998           | 196                  | przyjmujący          |
| 6                                    | Piotr Łukasik                 | 11.07.1994           | 208                  | przyjmujący          |
| 7                                    | Łukasz Makowski               | 21.02.1989           | 187                  | rozgrywający         |
| 8                                    | Kévin Klinkenberg             | 04.10.1990           | 198                  | przyjmujący          |
| 9                                    | Jakub Ziobrowski              | 23.01.1997           | 202                  | atakujący            |
| 10                                   | Bartłomiej Bołądź             | 28.09.1994           | 203                  | atakujący            |
| 11                                   | Andreas Takvam                | 04.06.1993           | 201                  | środkowy             |
| 12                                   | Łukasz Rudzewicz              | 25.01.1985           | 198                  | środkowy             |
| 13                                   | Adrian Buchowski              | 30.09.1991           | 194                  | przyjmujący          |
| 14                                   | Cezary Sapiński               | 28.09.1994           | 203                  | środkowy             |
| 16                                   | Paweł Filipowicz              | 07.05.1992           | 189                  | libero               |
| 18                                   | Paweł Halaba                  | 14.12.1995           | 195                  | przyjmujący          |
| 22                                   | Przemysław Smoliński          | 27.11.1992           | 201                  | środkowy             |
| 24                                   | Mateusz Czunkiewicz           | 16.12.1996           | 183                  | libero               |
| 91                                   | Joshua Tuaniga                | 18.03.1997           | 191                  | rozgrywający         |
| Odeszli w trakcie sezonu             |                               |                      |                      |                      |
| Trenerzy                             |                               |                      |                      |                      |
| Andrzej Kowal (do 17.01.2022)        | Andrzej Kowal (do 17.01.2022) | Trener               | Trener               | Trener               |
| Dominik Kwapisiewicz (od 17.01.2022) |                               | Trener               | Trener               | Trener               |
| Mateusz Kuśmierz                     | Mateusz Kuśmierz              | Asystent trenera     | Asystent trenera     | Asystent trenera     |

| Trefl Gdańsk                            | Trefl Gdańsk                    | Trefl Gdańsk     | Trefl Gdańsk     | Trefl Gdańsk     |
| Nr                                      | Imię i nazwisko                 | Data ur.         | Wzrost           | Pozycja          |
| --------------------------------------- | ------------------------------- | ---------------- | ---------------- | ---------------- |
| 1                                       | Bartłomiej Lipiński             | 16.11.1996       | 201              | przyjmujący      |
| 2                                       | Mariusz Wlazły                  | 04.08.1983       | 194              | atakujący        |
| 4                                       | Łukasz Kozub                    | 03.11.1997       | 186              | rozgrywający     |
| 7                                       | Dawid Pruszkowski               | 2001             |                  | libero           |
| 9                                       | Kewin Sasak                     | 20.02.1997       | 208              | atakujący        |
| 10                                      | Moritz Reichert                 | 15.03.1995       | 195              | przyjmujący      |
| 11                                      | Lukas Kampa                     | 29.11.1986       | 195              | rozgrywający     |
| 12                                      | Karol Urbanowicz                | 24.02.2001       | 200              | środkowy         |
| 14                                      | Maciej Olenderek                | 16.10.1992       | 178              | libero           |
| 15                                      | Mateusz Mika                    | 21.01.1991       | 207              | przyjmujący      |
| 17                                      | Bartłomiej Mordyl               | 21.01.1995       | 201              | środkowy         |
| 18                                      | Pablo Crer                      | 12.06.1989       | 205              | środkowy         |
| 19                                      | Dmytro Paszycki (od 16.03.2022) | 29.11.1987       | 205              | środkowy         |
| 23                                      | Jordan Zaleszczyk               | 23.04.2002       | 203              | środkowy         |
| 99                                      | Patryk Łaba                     | 30.07.1991       | 188              | przyjmujący      |
| Trenerzy                                |                                 |                  |                  |                  |
| Michał Winiarski                        | Michał Winiarski                | Trener           | Trener           | Trener           |
| Roberto Rotari                          | Roberto Rotari                  | Asystent trenera | Asystent trenera | Asystent trenera |
| (1) Występował w drużynie młodzieżowej. |                                 |                  |                  |                  |